# Атлас пекулярных галактик

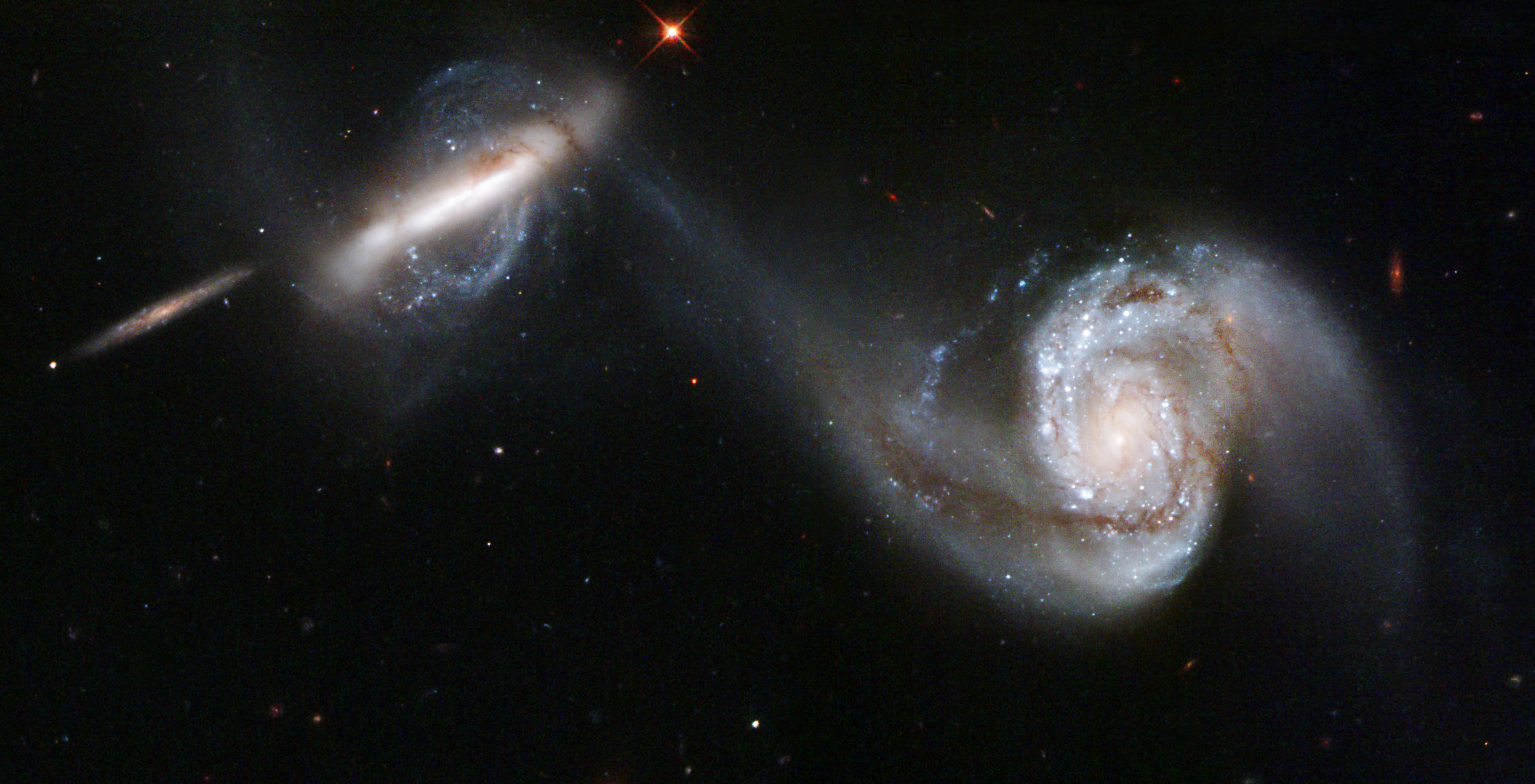
Сталкивающиеся спиральные галактики NGC 3808A и NGC 3808B (Arp 87). Фото телескопа Hubble.

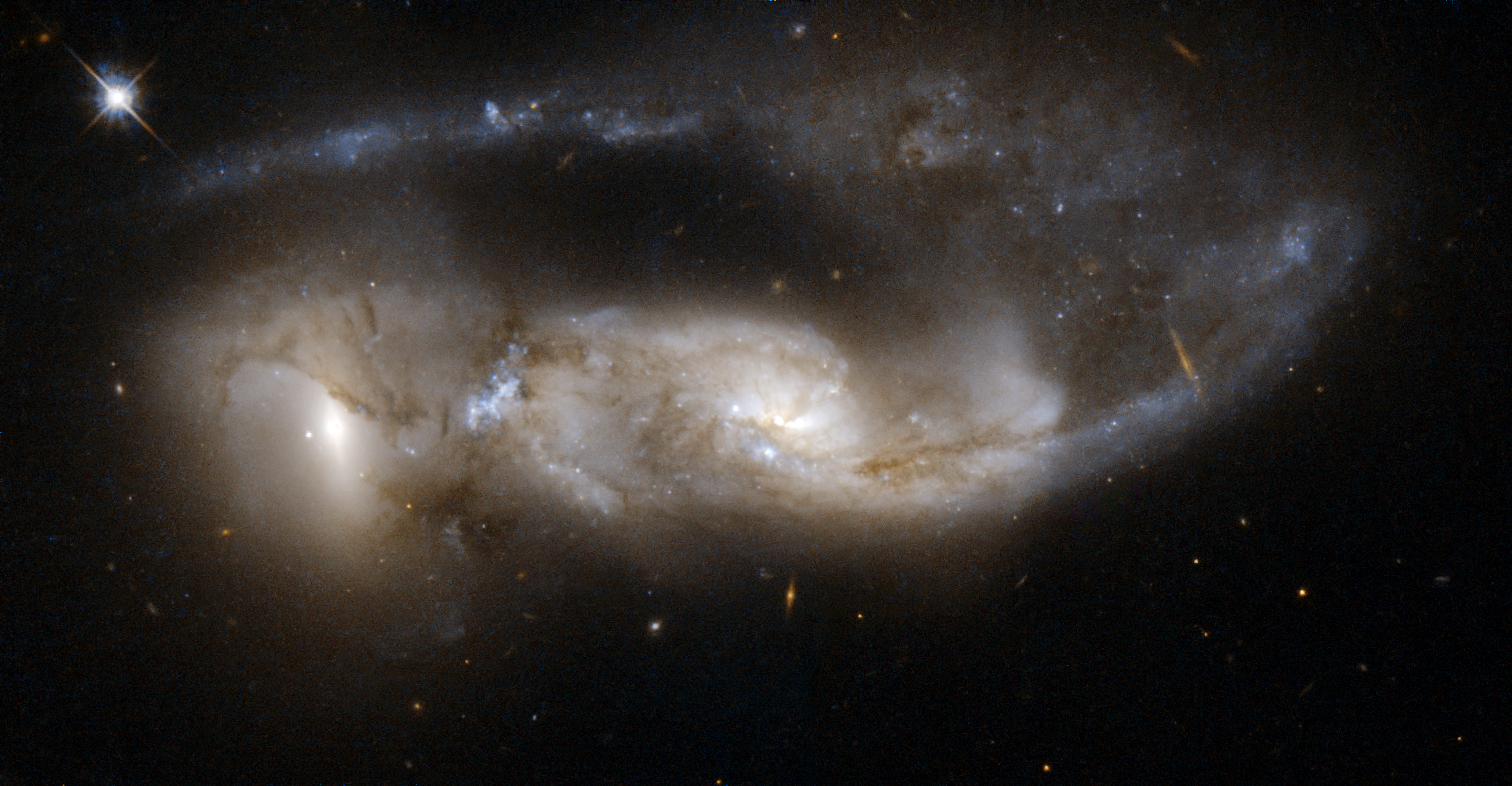
NGC 6621/NGC 6622 (Arp 81), спиральные галактики спустя 100 миллионов лет после столкновения. Фото телескопа Hubble.

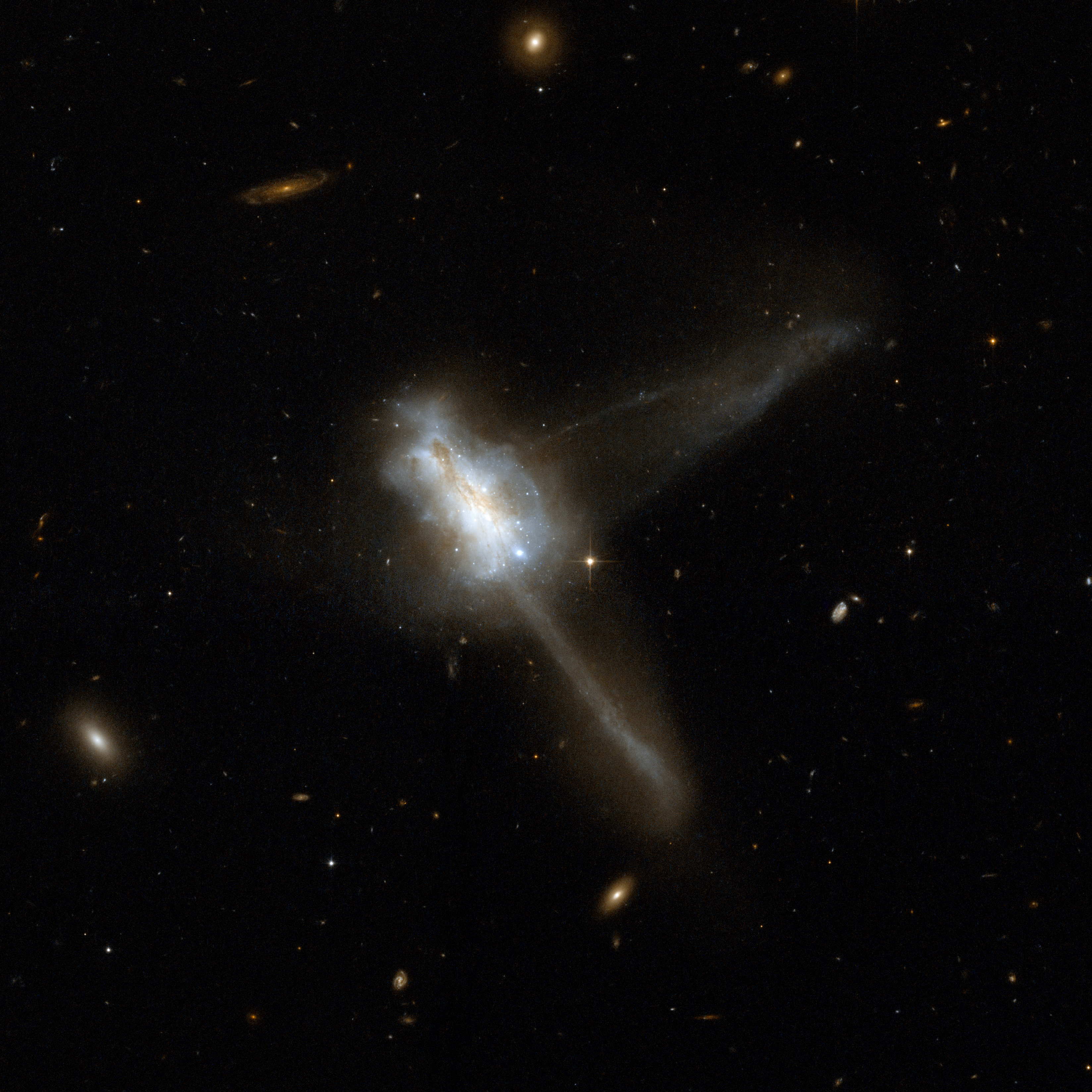
IC 883 (Arp 193), результат слияния галактик. Фото телескопа Hubble.

А́тлас пекуля́рных гала́ктик (англ. Atlas of Peculiar Galaxies, ARP) — каталог пекулярных галактик, созданный Хэлтоном Арпом (англ. Halton Christian Arp). Атлас был опубликован в 1966 году Калифорнийским технологическим институтом. В него занесены 338 галактик.
Главной целью каталога является сбор данных о различных пекулярных структурах, найденных в соседних галактиках. Х. Арп подчёркивает, что процесс образования эллиптических и спиральных галактик недостаточно хорошо изучен. Он считает пекулярные галактики маленькими «экспериментами», которые астрономы могут использовать для лучшего понимания физических процессов, заставляющих галактики видоизменяться. Атлас не даёт полную картину всех пекулярных галактик, а лишь показывает отдельные феномены, наблюдаемые в близлежащих галактиках.
О физических процессах, воздействующих на форму галактик, известно мало, и поэтому в атласе галактики классифицируются по внешнему виду. Объекты от 1 до 101 являются индивидуальными пекулярными спиральными галактиками, имеющими небольших компаньонов. Объекты от 102 до 145 — эллиптические галактики. Индивидуальные галактики или группы галактик, не относящиеся к спиральными и эллиптическим, расположены под номерами 146—268. Объекты от 269 до 327 — двойные галактики. Наконец, объекты, не входящие в вышеназванные категории, идут под номерами 332—338. Большинство объектов известны по их стандартным наименованиям, но некоторые из них имеют индекс Arp с соответствующим номером (к примеру, Arp 220).
Благодаря атласу удалось выяснить некоторые физические свойства пекулярных структур. Большое количество объектов теперь отнесено в группу взаимодействующих галактик, включая M51 (Arp 85), Arp 220 и галактику Антенны (NGC 4038/NGC 4039 или Arp 244). Несколько объектов были отнесены к карликовым галактикам, которые не имеют достаточной массы для образования крупных связующих структур. NGC 1569 (Arp 210) — яркий пример карликовой галактики. Небольшое количество пекулярных структур отнесли к классу радиогалактик, которые имеют активное ядро, порождающее мощные газовые джеты, называемые радиоджетами. Атлас включает близлежащие радиогалактики M87 (Arp 152) и Центавр A (Arp 153).

## Примечательные объекты

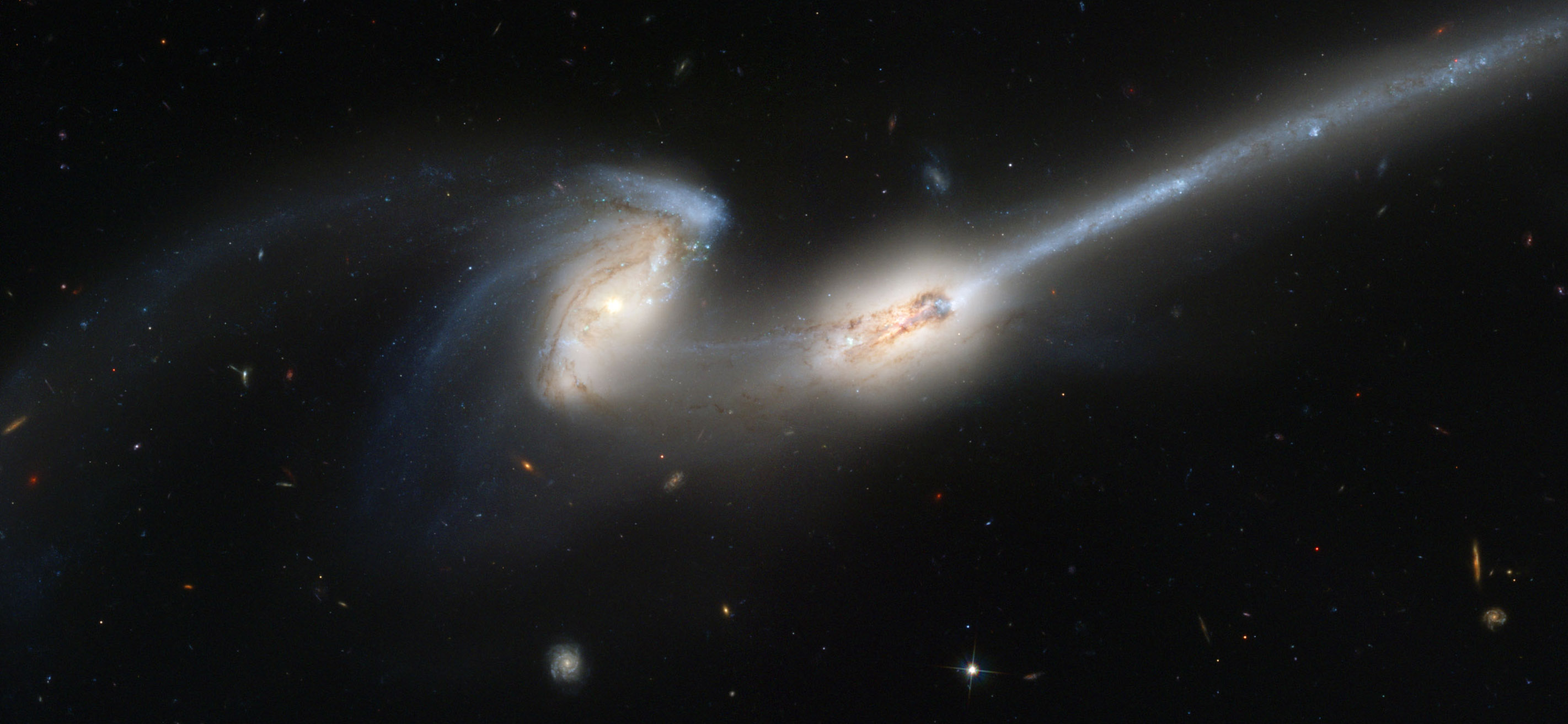
Объект NGC 4676B (Arp 242). Эти две галактики имеют хвосты из газа и пыли, сформированные в результате гравитационного взаимодействия.

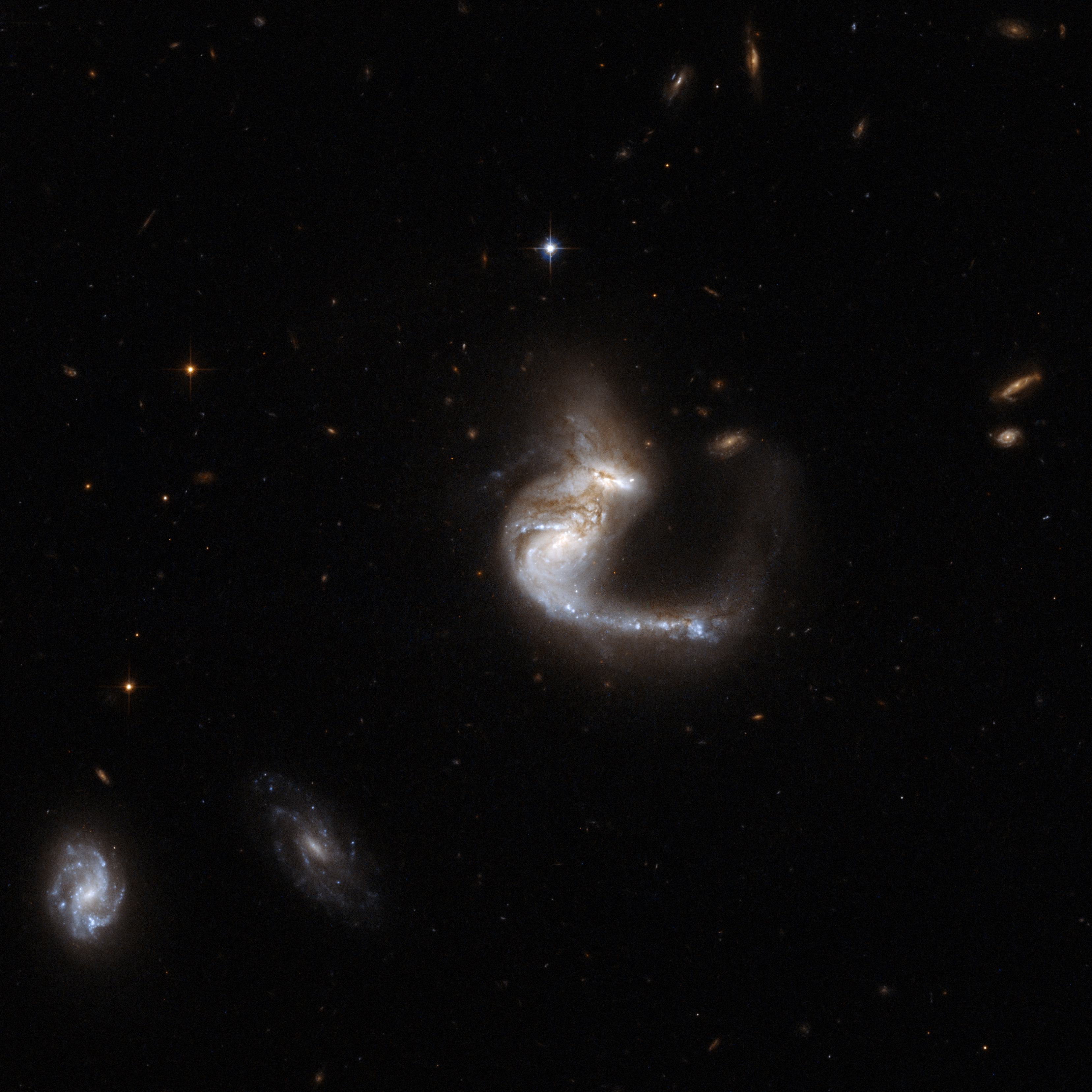
Сталкивающиеся галактики UGC 4881 (Arp 55).

| Arp | Название                  | Видимый блеск | Примечания                                      |
| --- | ------------------------- | ------------- | ----------------------------------------------- |
| 26  | M101                      | +7.5          | Спиральная галактика                            |
| 37  | Галактика M77             | +8.9          | Радиогалактика                                  |
| 41  | NGC 1232                  | +9.8          | Спиральная галактика                            |
| 55  | UGC 4881                  |               | Сталкивающиеся галактики                        |
| 76  | Галактика M90             | +9.5          | Спиральная галактика                            |
| 77  | NGC 1097                  | +9.5          | Галактика, взаимодействующая со своим спутником |
| 85  | Галактика Водоворот (M51) | +8.4          | Галактика, взаимодействующая со своим спутником |
| 116 | M60                       | +8.8          | Сталкивающиеся галактики                        |
| 152 | M87                       | +8.6          | Эллиптическая галактика                         |
| 153 | Центавр A (NGC 5128)      | +6.6          | Радиогалактика                                  |
| 188 | Галактика Головастик      | +14.4         | Галактика, завершающая слияние                  |
| 242 | NGC 4676B                 | +14.7         | Сталкивающиеся галактики                        |
| 244 | NGC 4038                  | +10.3         | Сталкивающиеся галактики                        |
| 317 | M65                       | +9.2          | Спиральная галактика                            |
| 319 | NGC 7320                  | +15           | Галактика в сталкивающейся группе               |
| 337 | M82                       | +8.6          | Галактика с мощным звездообразованием           |

## Список галактик в каталоге

### Спиральные галактики

#### Галактики со слабой поверхностной яркостью

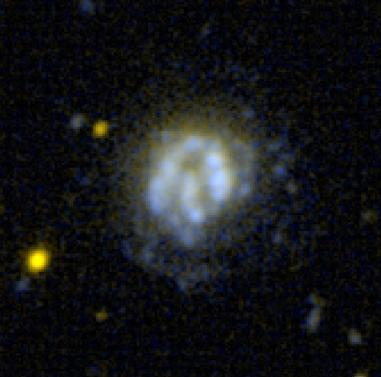
Ультрафиолетовый снимок NGC 2537 (Arp 6), полученный орбитальным телескопом GALEX.

Здесь представлены карликовые и спиральные галактики со слабой поверхностной яркостью. Из общего списка выделяется лишь NGC 2857 (Arp 1), которая является спиральной галактикой типа Sc (то есть она имеет чёткую структуру со слабо выраженными спиральными рукавами).
| Arp | Название  | Примечания              |
| --- | --------- | ----------------------- |
| 1   | NGC 2857  | спиральная галактика Sc |
| 2   | UGC 10310 |                         |
| 3   | Arp 3     |                         |
| 4   | Arp 4     |                         |
| 5   | NGC 3664  |                         |
| 6   | NGC 2537  |                         |

#### Галактики с разорванными рукавами
Данная категория содержит спиральные галактики с рукавами, разорванными на две отдельные части.
| Arp | Название | Примечания                         |
| --- | -------- | ---------------------------------- |
| 7   | Arp 7    |                                    |
| 8   | NGC 497  |                                    |
| 9   | NGC 2523 |                                    |
| 10  | UGC 1775 | Содержит ядро, смещённое от центра |
| 11  | UGC 717  |                                    |
| 12  | NGC 2608 |                                    |

#### Галактики с разъединёнными сегментами

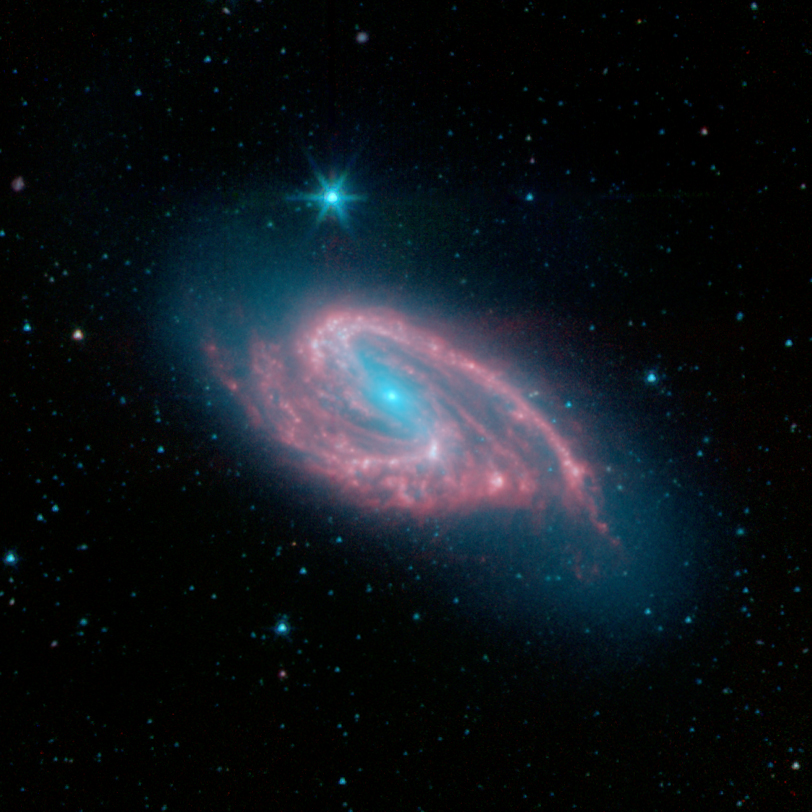
M66 (Arp 16), инфракрасный снимок, полученный орбитальным телескопом Спитцер.

Эта категория содержит спиральные галактики с рукавами, разделёнными на сегменты. Некоторые спиральные рукава выглядят поделёнными на сегменты, но не являются таковыми, поскольку имеют плотные скопления пыли, поглощающие свет.
| Arp | Название | Примечания |
| --- | -------- | ---------- |
| 13  | NGC 7448 |            |
| 14  | NGC 7314 |            |
| 15  | NGC 7393 |            |
| 16  | M66      |            |
| 17  | UGC 3972 |            |
| 18  | NGC 4088 |            |

#### Спиральные галактики с тремя рукавами
Обычно спиральные галактики имеют по два рукава, либо они имеют расплывчатые нитевидные спиральные структуры. Галактики с чётко выраженными тремя рукавами редки во Вселенной.
| Arp | Название | Примечания |
| --- | -------- | ---------- |
| 19  | NGC 145  |            |
| 20  | UGC 3014 |            |
| 21  | Arp 21   |            |

#### Спиральные галактики с одним рукавом

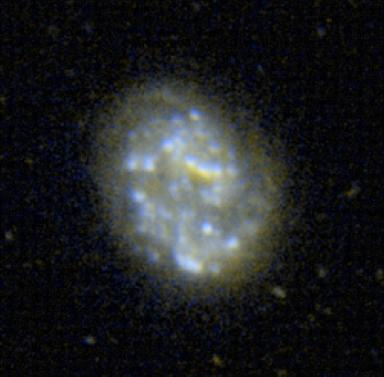
Ультрафиолетовый снимок NGC 4618 (Arp 23), полученный орбитальным телескопом GALEX.

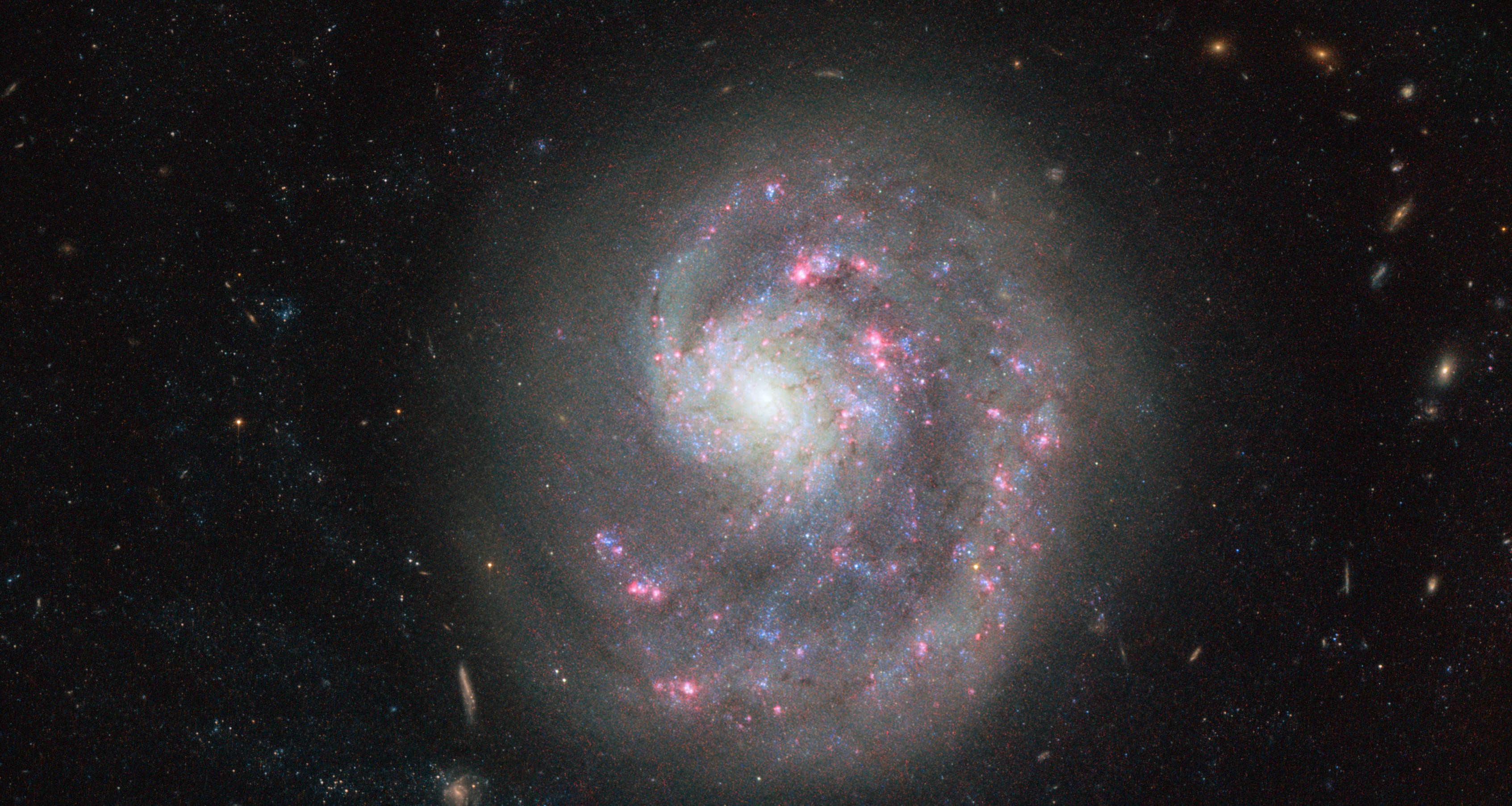
Фотография сделана телескопом Хаббл с помощью камеры Advanced Camera for Surveys — (Advanced Camera for Surveys)

Спиральные галактики с одним рукавом также редки. В данном случае отдельный спиральный рукав формируется под воздействием гравитации другой галактики.
| Arp | Название | Примечание                 |
| --- | -------- | -------------------------- |
| 22  | NGC 4027 |                            |
| 23  | NGC 4618 | Взаимодействует с NGC 4625 |
| 23  | NGC 4625 | Взаимодействует с NGC 4618 |
| 24  | NGC 3445 |                            |

#### Спиральные галактики с выраженным рукавом
Спиральные рукава в этих галактиках имеют асимметричное положение, поэтому один из них выделяется по яркости. 
| Arp | Название | Примечание                               |
| --- | -------- | ---------------------------------------- |
| 25  | NGC 2276 |                                          |
| 26  | M101     | Спиральная галактика с пятью спутниками. |
| 27  | NGC 3631 |                                          |
| 28  | NGC 7678 |                                          |
| 29  | NGC 6946 |                                          |
| 30  | NGC 6365 | Взаимодействующие галактики.             |

#### S-образные спиральные галактики
Эти галактики выглядят как вытянутые S-образные структуры. Некоторые из них (такие, как, к примеру, IC 167) являются обыкновенными спиральными галактиками, наблюдаемыми под необычным углом. Другие (например, UGC 10770) являются взаимодействующими галактиками с приливными хвостами, похожими на спиральные рукава.
| Arp | Название  | Примечание |
| --- | --------- | ---------- |
| 31  | IC 167    |            |
| 32  | UGC 10770 |            |
| 33  | UGC 8613  |            |
| 34  | NGC 4615  |            |
| 35  | UGC 212   |            |
| 36  | UGC 8548  |            |

#### Спиральные галактики со спутниками слабой яркости
Многие из этих галактик, возможно, взаимодействуют со своими сателлитами. Но в некоторых случаях трудно сказать, является ли соседний объект сателлитом или же удалённой и просто находящейся на фоне галактикой.
| Arp | Название  | Примечание       |
| --- | --------- | ---------------- |
| 37  | M77       |                  |
| 38  | NGC 6412  |                  |
| 39  | NGC 1347  |                  |
| 40  | IC 4271   |                  |
| 41  | NGC 1232  |                  |
| 42  | NGC 5829  |                  |
| 43  | IC 607    |                  |
| 44  | IC 609    |                  |
| 45  | Arp 45    | Триплет галактик |
| 46  | UGC 12665 |                  |
| 47  | Arp 47    |                  |
| 48  | Arp 48    |                  |

#### Спиральные галактики с малыми яркими спутниками

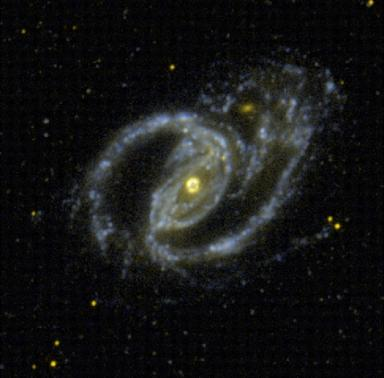
Ультрафиолетовый снимок NGC 1097 (Arp 77).

К данной категории тоже относятся спиральные галактики, взаимодействующие со своими сателлитами, которые, в свою очередь, могут быть всего лишь удалёнными галактиками или даже яркими звёздными скоплениями внутри самих галактик.
| Arp | Название           | Примечание |
| --- | ------------------ | ---------- |
| 49  | NGC 5665           |            |
| 50  | IC 1520            |            |
| 51  | Arp 51             |            |
| 52  | Arp 52             |            |
| 53  | NGC 3290           |            |
| 54  | Arp 54             |            |
| 55  | UGC 4881           |            |
| 56  | UGC 1432           |            |
| 57  | Arp 57             |            |
| 58  | UGC 4457           |            |
| 59  | NGC 341            |            |
| 60  | Arp 60             |            |
| 61  | UGC 3104           |            |
| 62  | UGC 6865           |            |
| 63  | NGC 2944           |            |
| 64  | UGC 9503           |            |
| 65  | NGC 90             |            |
| 66  | UGC 10396          |            |
| 67  | UGC 892            |            |
| 68  | NGC 7757           |            |
| 69  | NGC 5579           |            |
| 70  | UGC 934            |            |
| 71  | NGC 6045           |            |
| 72  | NGC 5994, NGC 5996 |            |
| 73  | IC 1222            |            |
| 74  | Arp 74             |            |
| 75  | NGC 702            |            |
| 76  | M90                |            |
| 77  | NGC 1097           |            |
| 78  | NGC 772            |            |

#### Спиральные галактики с большими яркими спутниками

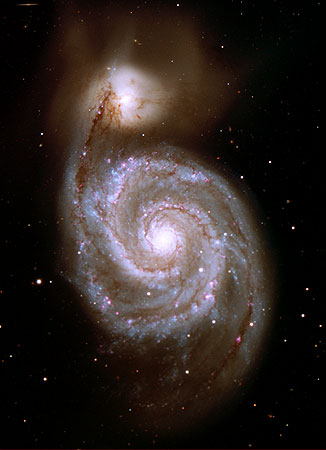
Галактика Водоворот (M51, Arp 85). Этот объект состоит из крупной спиральной галактики, взаимодействующей с эллиптической.

Галактики в этой категории практически все являются взаимодействующими системами. Самая знаменитая из них — Галактика Водоворот (M51, Arp 85), которая состоит из спиральной галактики NGC 5194, взаимодействующей с эллиптической NGC 5195. Взаимодействие повлияло на форму обеих звёздных систем: спиральный рукав большей галактики растянулся, образовав гигантский звёздный мост между этими двумя объектами. Многие другие галактики этой категории также соединены мостами.
| Arp | Название                      | Примечание |
| --- | ----------------------------- | ---------- |
| 79  | NGC 5490C                     |            |
| 80  | NGC 2633                      |            |
| 81  | NGC 6621, UGC 11175, NGC 6622 |            |
| 82  | NGC 2535, NGC 2536            |            |
| 83  | NGC 2799, NGC 3800            |            |
| 84  | NGC 5394, NGC 5395            |            |
| 85  | Галактика Водоворот           |            |
| 86  | NGC 7752, NGC 7753            |            |
| 87  | NGC 3808A и NGC 3808B         |            |
| 88  | Arp 88                        |            |
| 89  | NGC 2648                      |            |
| 90  | NGC 5929, NGC 5930            |            |
| 91  | NGC 5953, NGC 5954            |            |

#### Спиральные галактики с эллиптическими спутниками
Как и спиральные галактики с яркими компаньонами, большинство этих галактик являются взаимодействующими системами. Тонкие хвосты и мосты из звёзд, газа и пыли видны на многих снимках.
| Arp | Название                     | Примечания            |
| --- | ---------------------------- | --------------------- |
| 92  | NGC 7603                     |                       |
| 93  | NGC 7284, NGC 7285           |                       |
| 94  | NGC 3226, NGC 3227           |                       |
| 95  | IC 4461, IC 4462             |                       |
| 96  | Arp 96                       |                       |
| 97  | UGC 7085A                    |                       |
| 98  | Arp 98                       |                       |
| 99  | NGC 7547, NGC 7549, NGC 7550 | Галактический триплет |
| 100 | IC 18, IC 19                 |                       |
| 101 | UGC 10164, UGC 10169         |                       |

### Эллиптические и эллиптоподобные галактики

#### Эллиптические галактики, соединённые со спиральными

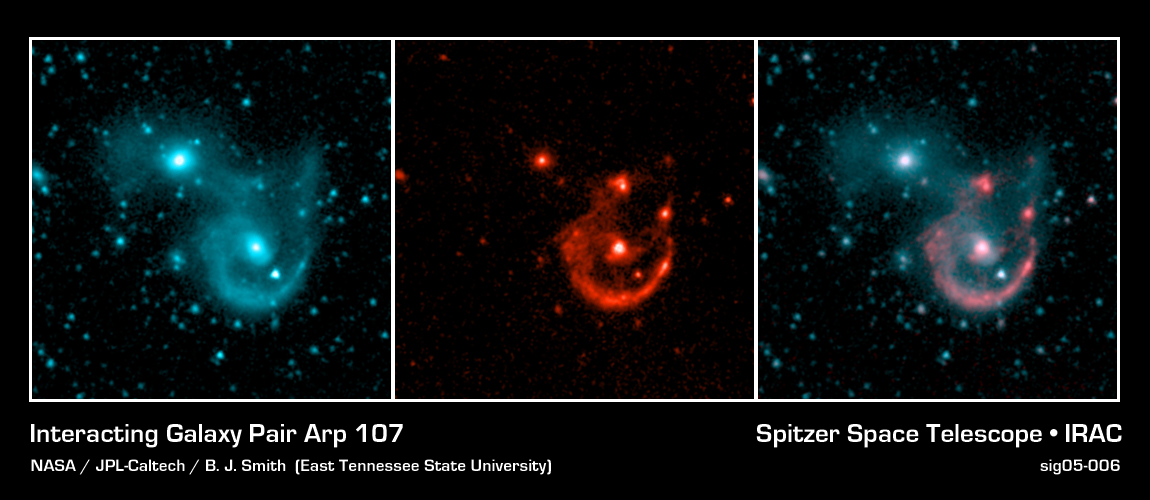
Снимки на различных длинах волн галактики Arp 107 (UGC 5984).

Эти объекты схожи со спиральными галактиками, имеющими эллиптических компаньонов. У всех объектов есть такие характеристики, как мосты и хвосты, появившиеся в результате гравитационного взаимодействия.
| Arp | Название           | Примечания            |
| --- | ------------------ | --------------------- |
| 102 | Arp 102            |                       |
| 103 | UGC 10586          | Галактический триплет |
| 104 | NGC 5216, NGC 5218 |                       |
| 105 | NGC 3561           |                       |
| 106 | NGC 4211           |                       |
| 107 | UGC 5984           |                       |
| 108 | Arp 108            |                       |

#### Эллиптические галактики с отторгнутыми рукавами
Название данных объектов может навести на мысль о том, что эллиптические галактики отталкивают спиральные рукава соседних компаньонов. Однако эти приливные рукава были искривлены в результате гравитационного взаимодействия. Некоторые из этих «отторгнутых» рукавов находятся на противоположной по отношению к эллиптическому компаньону стороне спиральной галактики. Моделирование на компьютере показало, что причиной данного феномена является исключительно галактическое взаимодействие, никакие отталкивающие силы при этом не требуются.
| Arp | Название           | Примечания      |
| --- | ------------------ | --------------- |
| 109 | UGC 10053          |                 |
| 110 | Arp 110            |                 |
| 111 | Arp 111            | Группа галактик |
| 112 | NGC 7805, NGC 7806 |                 |

#### Близкие эллиптические и бесформенные спиральные галактики

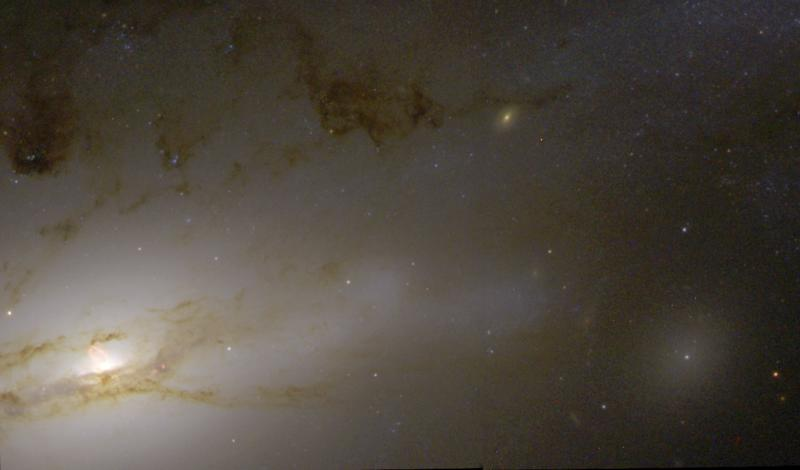
Галактическая пара NGC 4435 и NGC 4438 (Arp 120).

Это ещё одна категория, объекты которой — взаимодействующие галактики. Как определено в названии категории, спиральные галактики имеют разрушенные формы. Хэлтон Арп описывает некоторые эллиптические системы как отталкивающиеся галактики.
| Arp | Название           | Примечания                                           |
| --- | ------------------ | ---------------------------------------------------- |
| 113 | NGC 70             | Часть группы галактик                                |
| 114 | NGC 2276, NGC 2300 |                                                      |
| 115 | UGC 6678           | Галактический триплет                                |
| 116 | M60, NGC 4647      |                                                      |
| 117 | IC 982, IC 983     |                                                      |
| 118 | NGC 1141, NGC 1142 |                                                      |
| 119 | Arp 119            |                                                      |
| 120 | NGC 4435, NGC 4438 |                                                      |
| 121 | Arp 121            |                                                      |
| 122 | NGC 6040           |                                                      |
| 123 | NGC 1888, NGC 1889 |                                                      |
| 124 | NGC 6361           |                                                      |
| 125 | UGC 10491          |                                                      |
| 126 | UGC 1449           |                                                      |
| 127 | NGC 191            | Взаимодействие линзообразной галактики со спиральной |
| 128 | UGC 827            |                                                      |
| 129 | UGC 5146           |                                                      |
| 130 | IC 5378            |                                                      |
| 131 | Arp 131            |                                                      |
| 132 | Arp 132            |                                                      |

#### Истечение вещества из эллиптических галактик
Хэлтон Арп считает, что эллиптические галактики данной категории выбрасывали из ядра межзвёздное вещество. Многие фотографии могут быть интерпретированы именно так. Однако эти объекты представляют собой смесь различных феноменов. Например, NGC 2914 (Arp 137) (практически спиральная галактика со слабовыраженными рукавами) и NGC 4015 (Arp 138) — взаимодействующие галактики, одна из которых окаймлённая спиральная галактика. Некоторые объекты, такие, как NGC 2444 и NGC 2445 (Arp 143), представляют собой системы, содержащие «кольцевые галактики», образовавшиеся в результате того, что одна из галактик (в данных примерах эллиптическая) прошла сквозь диск другой. Такое прохождение производит колоссальную гравитационную волну, которая выталкивает межзвёздный газ к центру галактики, а затем на периферию, благодаря чему образовывается структура в виде кольца.
| Arp | Название                     | Примечания                                        |
| --- | ---------------------------- | ------------------------------------------------- |
| 137 | NGC 2914                     | Спиральная галактика со слабовыраженными рукавами |
| 138 | NGC 4015                     | Пара взаимодействующих галактик                   |
| 139 | Arp 139                      | Пара взаимодействующих галактик                   |
| 140 | NGC 274, NGC 275             | Пара взаимодействующих галактик                   |
| 141 | UGC 3730                     | Кольцеобразная галактическая система              |
| 142 | NGC 2936, NGC 2937, UGC 5130 | Галактический триплет                             |
| 143 | NGC 2444, NGC 2445           | Кольцеобразная галактическая система              |
| 144 | NGC 7828, NGC 7829           | Кольцеобразная галактическая система              |
| 145 | UGC 1840                     | Кольцеобразная галактическая система              |

### Аморфные галактики
В данную категорию Арпом отнесены те галактики, которые не являются спиральными или эллиптическими. Хоть он не использует термин «аморфные» для описания этих звёздных систем, но это лучшее определение подобных объектов. Многие из этих галактик являются взаимодействующими галактиками либо остатками столкновения двух малых галактик.

#### Галактики со связанными кольцами

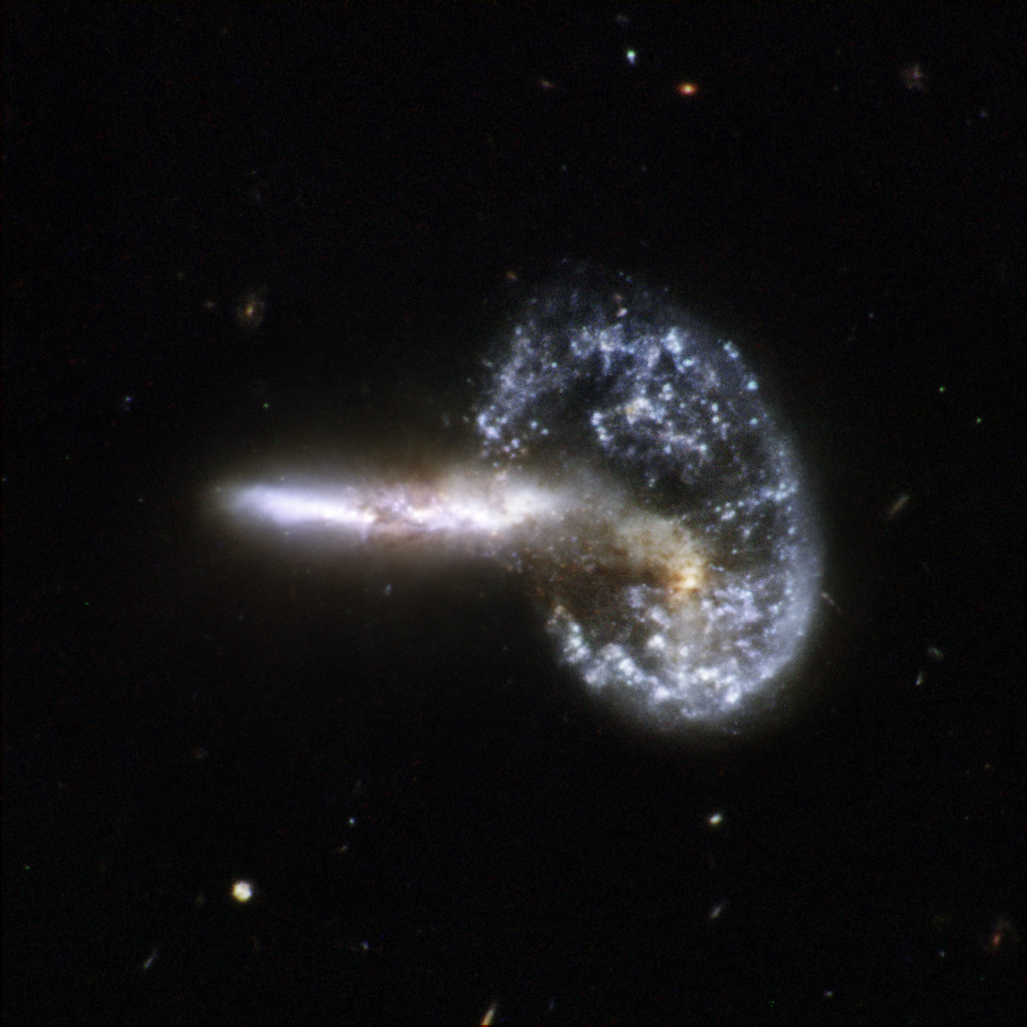
Взаимодействующие галактики Arp 148 (Mayall's Object)

Как отмечено выше, подобные кольцеобразные галактики могли образоваться после прохождения компаньона по диску соседней галактики. Гравитационная волна в этом случае отбрасывает межзвёздное вещество сначала к центру, а затем на периферию, образовывая гигантское кольцо.
| Arp | Название | Примечания |
| --- | -------- | ---------- |
| 146 | Arp 146  |            |
| 147 | IC 298   |            |
| 148 | Arp 148  |            |

#### Галактики с джетами
Данные звёздные системы выбрасывают вещество из своего активного ядра. Джеты сами по себе выглядят как струи воды из шланга. В случае с IC 803 (Arp 149) и NGC 7609 (Arp 150) джеты являются лишь частью бесформенных структур, порождённых гравитационным взаимодействием галактик. В Arp 151 и M87 (Arp 152) джеты, однако, представляют собой ионизированный газ, выбрасываемый в окружающее пространство активным ядром, содержащим сверхмассивную чёрную дыру. Эти джеты, иногда называемые релятивистскими, или радиоджетами, — мощные источники синхротронного излучения, особенно на частоте радиоволн.
| Arp | Название | Примечания                                                     |
| --- | -------- | -------------------------------------------------------------- |
| 149 | IC 803   | Взаимодействующие галактики                                    |
| 150 | NGC 7609 | Взаимодействующие галактики                                    |
| 151 | Arp 151  | Сейфертовская галактика (содержит активное галактическое ядро) |
| 152 | M87      | Сейфертовская галактика (содержит активное галактическое ядро) |

#### Галактики с абсорбцией

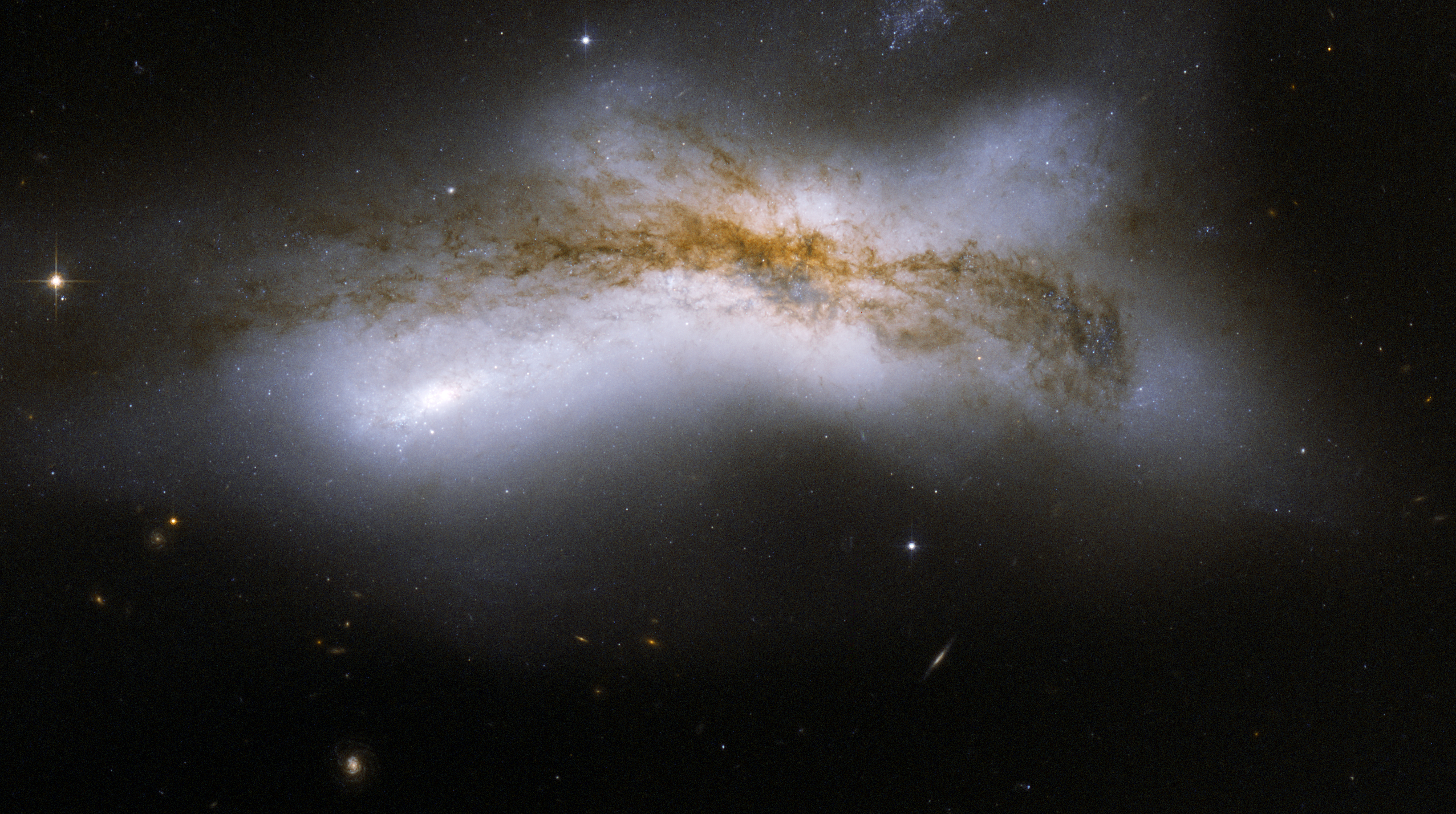
Сталкивающиеся галактики NGC 520 (Arp 157).

Галактики в этой категории имеют пылевые полосы, закрывающие часть их диска. Все они появились после катастрофического столкновения двух галактик. NGC 520 (Arp 157) — один из лучших примеров среднего по значимости столкновения звёздных систем, когда процесс затрагивает только диски, но не ядра. Центавр A (Arp 153) и NGC 1316 (Arp 154) — две эллиптические галактики с очень необычной пылевой полосой по центру. Их кинематика и структура указывают на недавно завершившийся процесс столкновения. NGC 4747 (Arp 159) является исключением — обычной спиральной галактикой с плотными пылевыми полосами.
| Arp | Название  | Примечания                                                     |
| --- | --------- | -------------------------------------------------------------- |
| 153 | Центавр A | Известная радиогалактика; содержит активное галактическое ядро |
| 154 | NGC 1316  | Известная радиогалактика; содержит активное галактическое ядро |
| 155 | Arp 155   |                                                                |
| 156 | UGC 5184  |                                                                |
| 157 | NGC 520   | Сталкивающиеся галактики                                       |
| 158 | NGC 523   |                                                                |
| 159 | NGC 4747  | Спиральная галактика с тёмными пылевыми полосами               |
| 160 | NGC 4194  | Известна также как Галактика Медуза                            |

#### Галактики с рассеянными нитями
Нитевидные структуры в этих галактиках, возможно, представляют собой приливные хвосты, появившиеся благодаря галактическому взаимодействию. Большинство данных объектов являются остатками столкновения двух спиральных галактик, сформировавших одну эллиптическую. Только NGC 3414 (Arp 162) является необычной линзообразной галактикой с очень маленьким диском. И NGC 4670 (Arp 163) — голубая компактная карликовая галактика с чрезвычайно бурным звездообразованием — слишком маленькая, чтобы быть остатком столкновения двух спиральных звёздных систем.
| Arp | Название         | Примечания                              |
| --- | ---------------- | --------------------------------------- |
| 161 | UGC 6665         |                                         |
| 162 | NGC 3414         | Линзообразная галактика                 |
| 163 | NGC 4670         | Голубая компактная карликовая галактика |
| 164 | NGC 455          |                                         |
| 165 | NGC 2418         |                                         |
| 166 | NGC 750, NGC 751 |                                         |

#### Галактики с рассеянными приливными хвостами
Все эти объекты вовлечены в гравитационные взаимодействия. M32 (Arp 168), карликовая галактика, взаимодействующая с галактикой Андромеды, тоже включена в данную категорию, хотя «рассеянный приливной хвост» очень трудно рассмотреть на снимке.
| Arp | Название                      | Примечания                                                     |
| --- | ----------------------------- | -------------------------------------------------------------- |
| 167 | NGC 2672, NGC 2673            |                                                                |
| 168 | M32                           | Карликовая галактика, взаимодействующая с галактикой Андромеды |
| 169 | NGC 7236, NGC 7237, NGC 7237C | Галактический триплет                                          |
| 170 | NGC 7578                      |                                                                |
| 171 | NGC 5718, IC 1042             |                                                                |
| 172 | IC 1178, IC 1181              |                                                                |

#### Галактики с узкими приливными хвостами
Данная категория содержит галактики с приливными хвостами, появившимися благодаря гравитационному взаимодействию. Эти приливные хвосты значительно у́же и отчётливее, нежели у объектов под номерами 167—172.
| Arp | Название                     | Примечания            |
| --- | ---------------------------- | --------------------- |
| 173 | UGC 9561                     |                       |
| 174 | NGC 3068                     |                       |
| 175 | IC 3481, IC 3481A, IC 3483   | Галактический триплет |
| 176 | NGC 4933                     | Галактический триплет |
| 177 | Arp 177                      |                       |
| 178 | NGC 5613, NGC 5614, NGC 5615 | Галактический триплет |

#### Галактики с узкими нитями

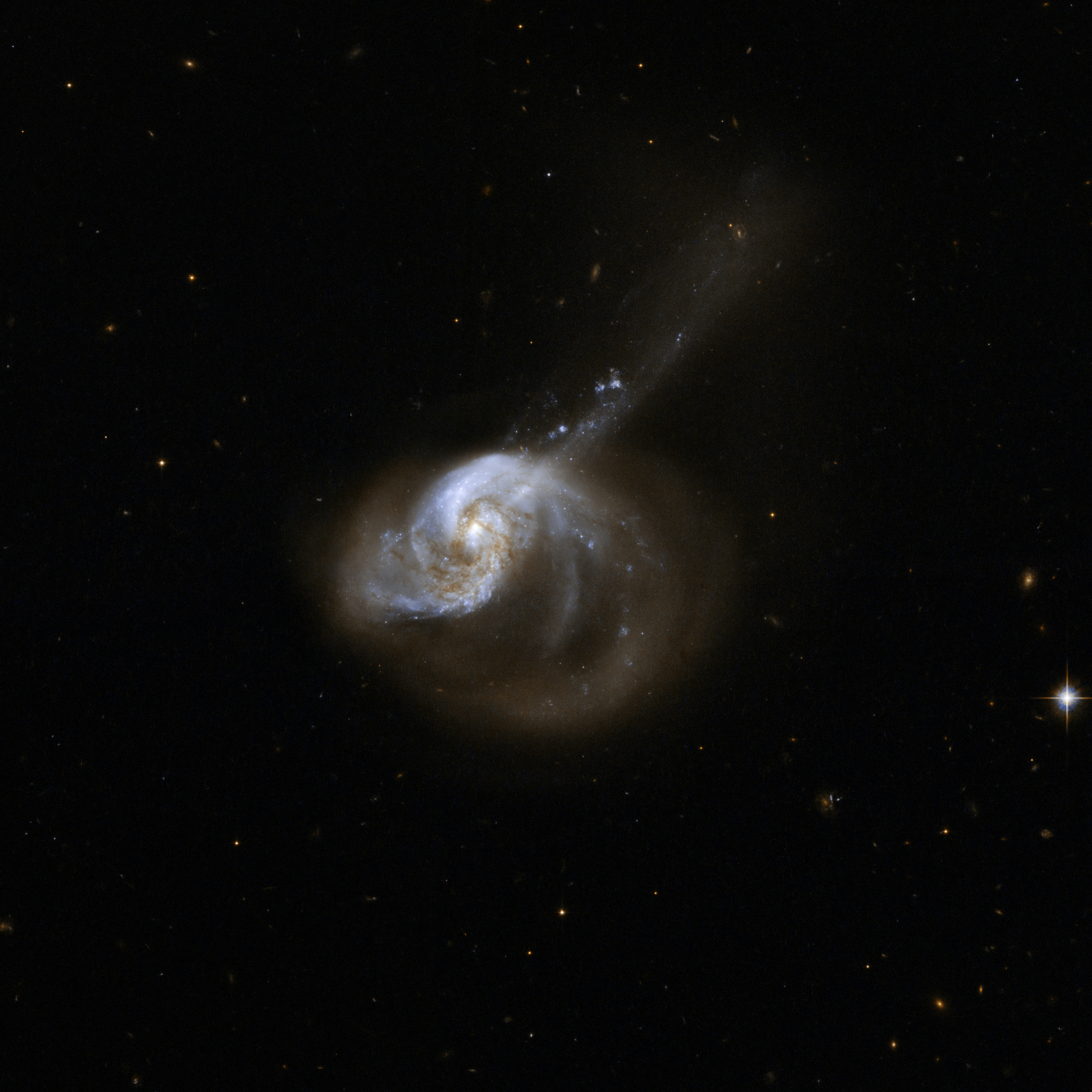
NGC 1614 (Arp 186).

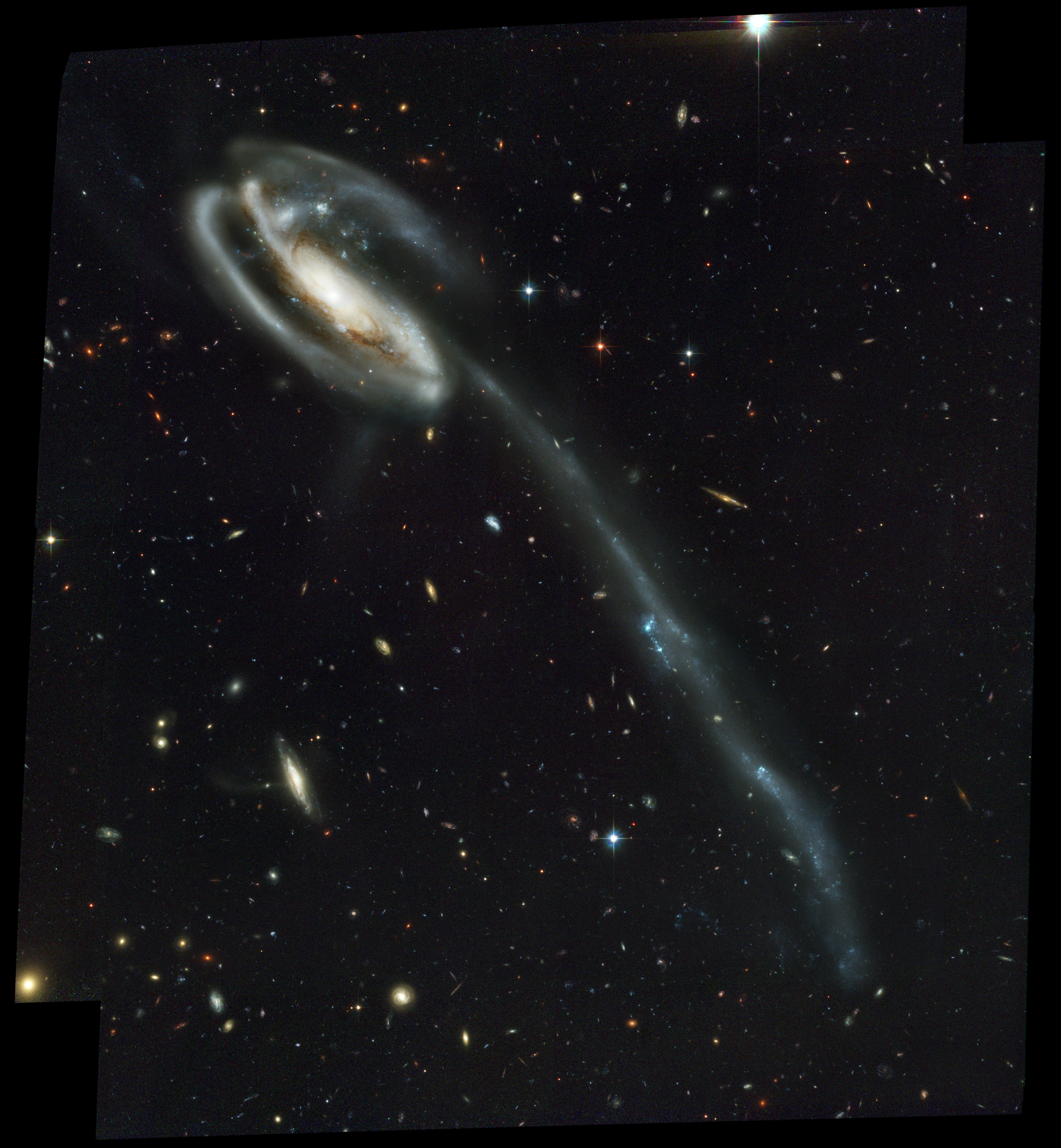
Галактика Головастик (UGC 10214 ;Arp 188). «Узкая нить», возникшая благодаря межгалактическому гравитационному взаимодействию, простирается по длине всего снимка.

Данная категория содержит смесь различных типов объектов. Как и галактики с рассеянными нитями или галактики с приливными хвостами, некоторые из этих систем вовлечены в межгалактическое гравитационное взаимодействие, и нити являются следствием этого процесса. Другие объекты являются обыкновенными спиральными галактиками с неотчётливыми рукавами, описываемыми Арпом как «нити».
| Arp | Название            | Примечания                                                        |
| --- | ------------------- | ----------------------------------------------------------------- |
| 179 | Arp 179             |                                                                   |
| 180 | Arp 180             | Взаимодействующие галактики                                       |
| 181 | NGC 3212, NGC 3215  | Взаимодействующие галактики                                       |
| 182 | NGC 7674, NGC 7674A | Взаимодействующие галактики                                       |
| 183 | UGC 8560            | Спиральная галактика                                              |
| 184 | NGC 1961            | Спиральная галактика                                              |
| 185 | NGC 6217            | Спиральная галактика                                              |
| 186 | NGC 1614            | Спиральная галактика, вовлечённая в гравитационное взаимодействие |
| 187 | Arp 187             |                                                                   |
| 188 | UGC 10214           | Галактика, вовлечённая в гравитационное взаимодействие.           |
| 189 | NGC 4651            |                                                                   |
| 190 | UGC 2320            | Взаимодействующие галактики                                       |
| 191 | UGC 6175            | Взаимодействующие галактики                                       |
| 192 | NGC 3303            | Взаимодействующие галактики                                       |
| 193 | IC 883              | Остаток столкновения галактик                                     |

#### Галактики с выброшенным веществом из ядра
Выбросы вещества из большинства данных галактик являются следствием гравитационного взаимодействия. В некоторых случаях (как с NGC 5544 и NGC 5545 в Arp 199) «выбросы вещества» представляют собой спиральную галактику, находящуюся на фоне галактики, расположенной ближе к нам. NGC 3712 (Arp 203) — объект, не вовлечённый в гравитационное взаимодействие, это обычная спиральная галактика со слабой яркостью.
| Arp | Название            | Примечания                                                              |
| --- | ------------------- | ----------------------------------------------------------------------- |
| 194 | UGC 6945            | Взаимодействующие галактики                                             |
| 195 | UGC 4653            | Взаимодействующий галактический триплет                                 |
| 196 | Arp 196             | Взаимодействующие галактики                                             |
| 197 | UGC 6503, IC 701    | Взаимодействующие галактики                                             |
| 198 | UGC 6073            | Взаимодействующие галактики                                             |
| 199 | NGC 5544, NGC 5545  | Взаимодействующие галактики                                             |
| 200 | NGC 1134            | Спиральная галактика, взаимодействующая с галактикой со слабой яркостью |
| 201 | UGC 224             | Взаимодействующие галактики                                             |
| 202 | NGC 2719, NGC 2719A | Взаимодействующие галактики                                             |
| 203 | NGC 3712            | Спиральная галактика со слабой яркостью                                 |
| 204 | UGC 8454            | Взаимодействующие галактики                                             |
| 205 | NGC 3448            | Остаток столкновения галактик                                           |
| 206 | UGC 5983, NGC 3432  | Взаимодействующие галактики                                             |
| 207 | UGC 5050            | Спиральная галактика, взаимодействующая с карликовой галактикой         |
| 208 | Arp 208             | Взаимодействующие галактики                                             |

#### Галактики с иррегулярностями, абсорбциями и деструктурированием

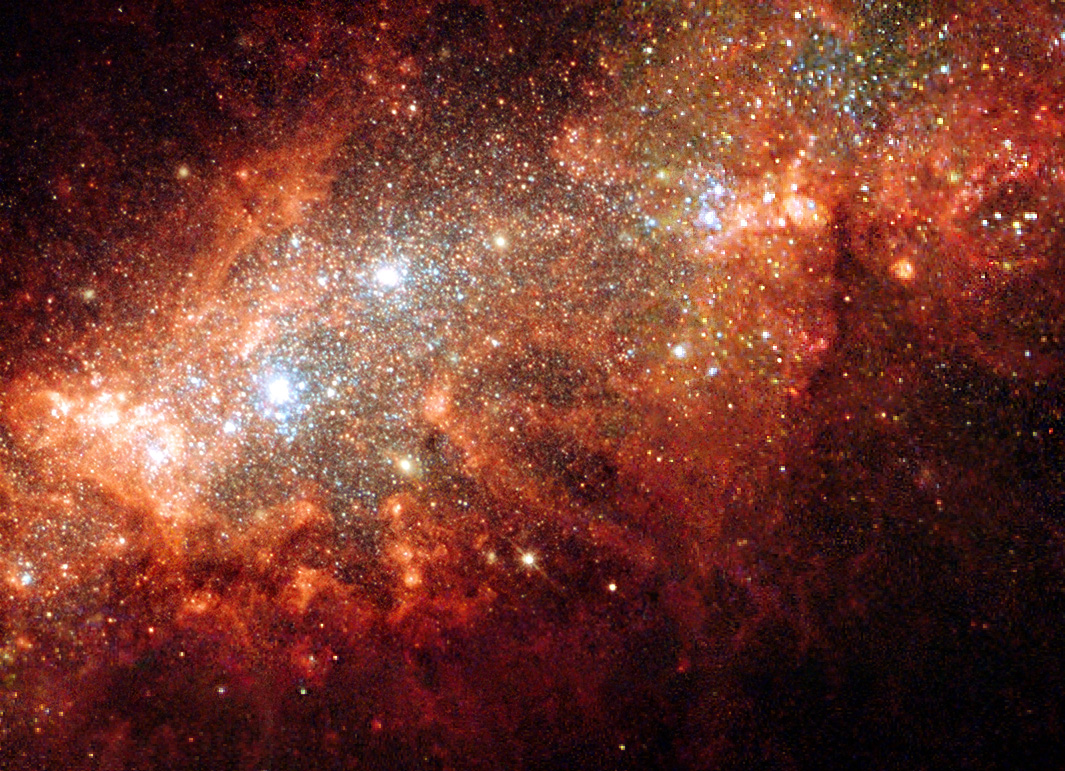
Вспышка звездообразования в центральном регионе соседней карликовой галактики NGC 1569 (Arp 210).

Галактики этой категории имеют неправильные структуры (иррегулярности), пылевые полосы (абсорпции) и зернистые секторы (деструктурирование). Все эти феномены — результат действия приливных сил гравитационного взаимодействия.
| Arp | Название | Примечания                             |
| --- | -------- | -------------------------------------- |
| 209 | NGC 6052 | Взаимодействующие галактики            |
| 210 | NGC 1569 | Карликовая галактика                   |
| 211 | UGCA 290 | Взаимодействующие карликовые галактики |
| 212 | NGC 7625 | Спиральная галактика                   |
| 213 | IC 356   | Спиральная галактика                   |
| 214 | NGC 3718 | Спиральная галактика                   |

#### Галактики со смежными петлями

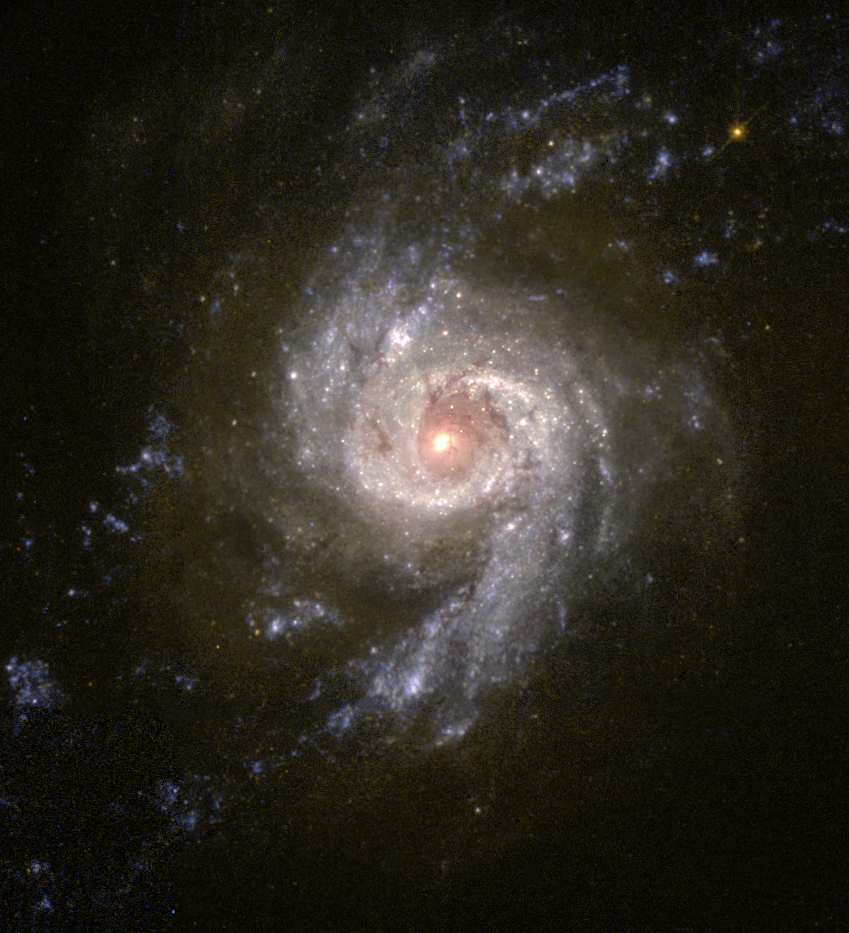
Соседняя спиральная галактика со вспышкой звездообразования NGC 3310 (Arp 217).

Данные смежные петли представляют собой другой вид структур, образованных межгалактическим гравитационным взаимодействием. Некоторые объекты состоят из галактик, практически завершивших процесс слияния, смежные петли этих галактик являются остатками данного процесса. Среди объектов этой категории есть Arp 220 — одна из хорошо изученных сверхъярких инфракрасных галактик.
| Arp | Название           | Примечания                                                                 |
| --- | ------------------ | -------------------------------------------------------------------------- |
| 215 | NGC 2782           | Спиральная галактика                                                       |
| 216 | NGC 7679, NGC 7682 | Взаимодействующие галактики                                                |
| 217 | NGC 3310           | Галактика со вспышкой звездообразования; остаток процесса слияния галактик |
| 218 | Arp 218            | Взаимодействующие галактики                                                |
| 219 | UGC 2812           | Галактика, вовлечённая в гравитационное взаимодействие                     |
| 220 | Arp 220            | Остаток процесса слияния галактик                                          |

#### Галактики с аморфными спиральными рукавами

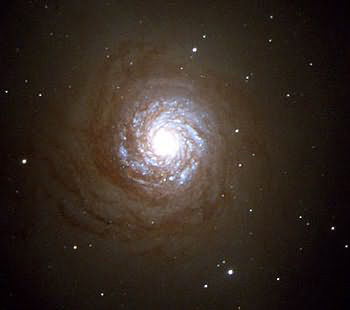
Спиральная галактика NGC 7252 (Arp 226).

Большинство из этих галактик являются остатками процесса слияния. «Аморфные спиральные рукава» появились у них в результате данного процесса.
| Arp | Название | Примечания                                        |
| --- | -------- | ------------------------------------------------- |
| 221 | Arp 221  | Триплет взаимодействующих галактик                |
| 222 | NGC 7727 | Остаток процесса слияния галактик                 |
| 223 | NGC 7585 | Недавнее слияние галактик с неравномерной массой  |
| 224 | NGC 3921 | Остаток процесса слияния галактик                 |
| 225 | NGC 2655 | Недавнее слияние галактик с неравномерной массой. |
| 226 | NGC 7252 | Остаток процесса слияния галактик                 |

#### Галактики с концентрическими кругами
Галактики этой группы похожи на раковины. Такая структура в некоторых случаях обусловлена внешним диском линзообразной галактики. В других случаях системы с концентрическими кругами, или «раковинами», представляют собой линзообразные галактики, взаимодействующие со своими компаньонами. Происхождение этих круговых структур до сих пор не ясно.
| Arp | Название         | Примечания                                                   |
| --- | ---------------- | ------------------------------------------------------------ |
| 227 | NGC 470, NGC 474 | Взаимодействующие галактики, одна из которой — линзообразная |
| 228 | IC 162           | Линзообразная галактика                                      |
| 229 | NGC 507, NGC 508 | Взаимодействующие линзообразная и эллиптическая галактики    |
| 230 | IC 51            | Линзообразная галактика; возможно, остаток процесса слияния. |
| 231 | IC 1575          |                                                              |
| 232 | NGC 2911         | Линзообразная галактика                                      |

#### Делящиеся галактики

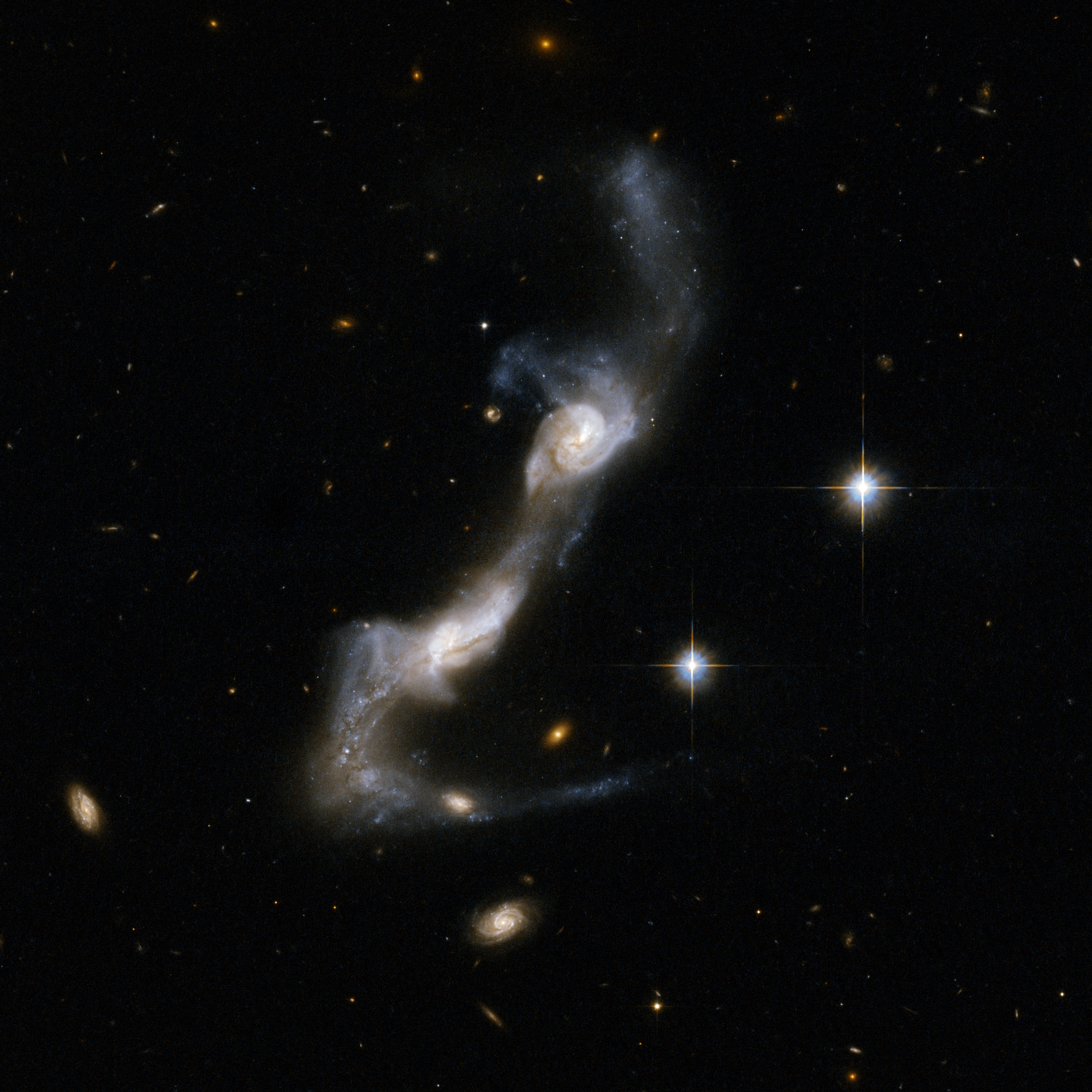
Взаимодействующие галактики Arp 238 (UGC 8335).

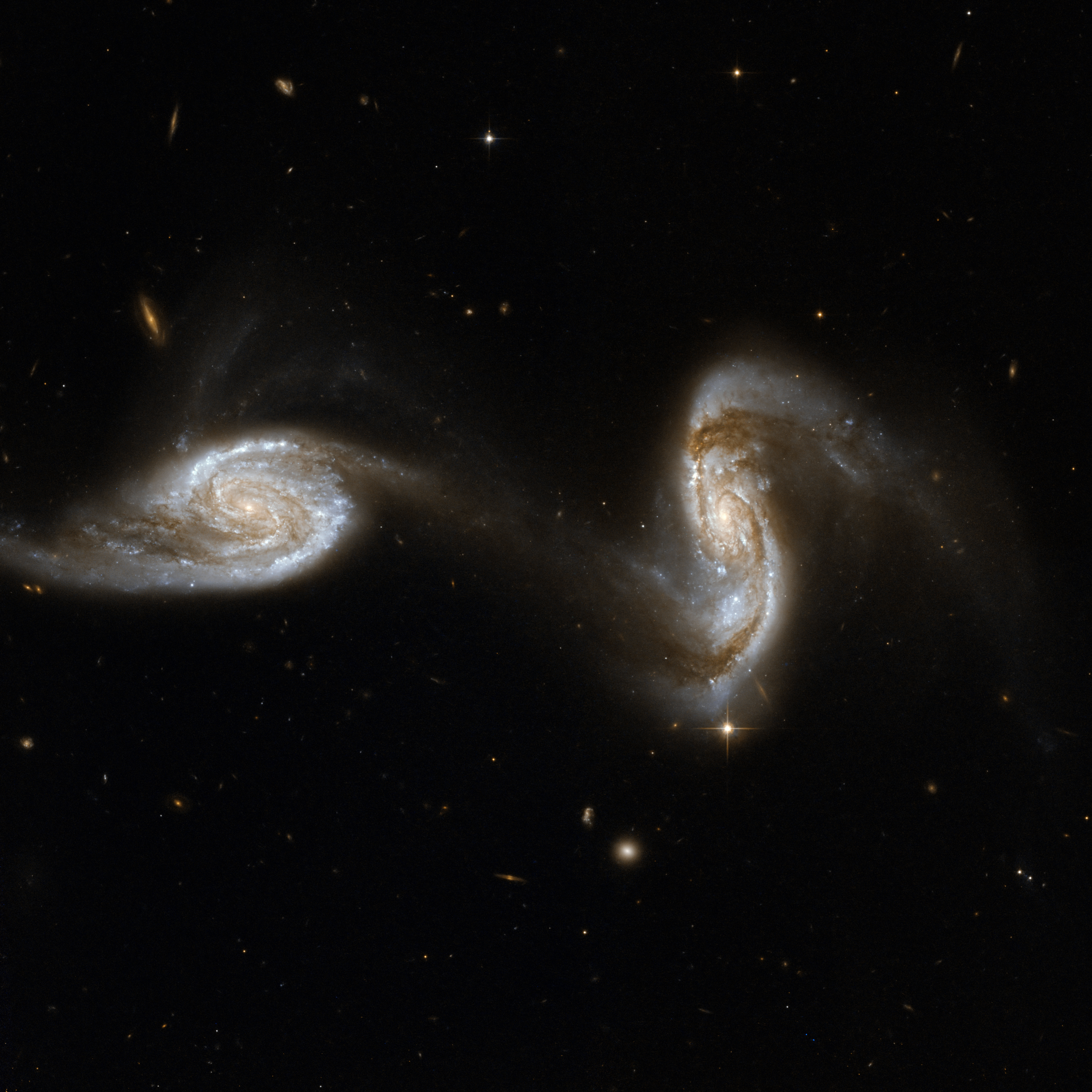
NGC 5257 и NGC 5258 (Arp 240), взаимодействующие спиральные галактики.

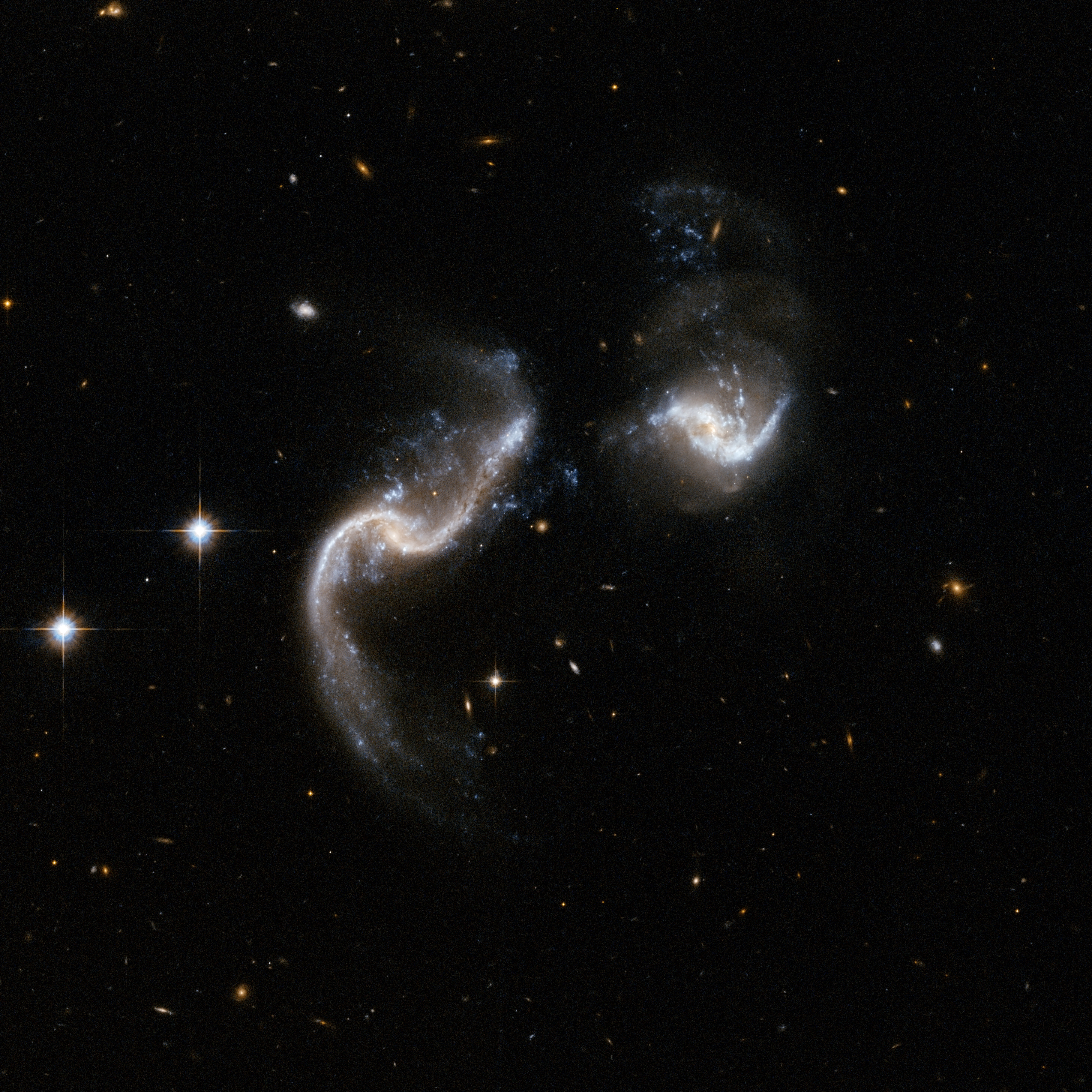
Arp 256, спиральные галактики на раннем этапе столкновения и слияния.

Судя по названию, объекты в этой категории должны «размножаться». На самом деле данные галактики вовлечены в процесс слияния. Большинство объектов имеют чётко различимые приливные структуры, вызванные гравитационным взаимодействием. Среди наиболее известных галактик в этой группе можно выделить галактики антенн (NGC 4038 и NGC 4039, Arp 244) и NGC 4676A (Arp 242). Однако не все эти объекты являются взаимодействующими галактиками: среди них есть обычные карликовые галактики с неправильной структурой.
| Arp | Название           | Примечания                         |
| --- | ------------------ | ---------------------------------- |
| 233 | UGC 5720           | Карликовая галактика               |
| 234 | NGC 3738           | Карликовая галактика               |
| 235 | NGC 14             | Карликовая галактика               |
| 236 | IC 1623            | Взаимодействующие галактики        |
| 237 | UGC 5044           | Взаимодействующие галактики        |
| 238 | UGC 8355           | Взаимодействующие галактики        |
| 239 | NGC 5278, NGC 5279 | Взаимодействующие галактики        |
| 240 | NGC 5257, NGC 5258 | Взаимодействующие галактики        |
| 241 | UGC 9425           | Взаимодействующие галактики        |
| 242 | NGC 4676A          | Взаимодействующие галактики        |
| 243 | NGC 2623           | Триплет взаимодействующих галактик |
| 244 | NGC 4038, NGC 4039 | Взаимодействующие галактики        |
| 245 | NGC 2992, NGC 2993 | Взаимодействующие галактики        |
| 246 | NGC 7837, NGC 7838 | Взаимодействующие галактики        |
| 247 | UGC 4383           | Взаимодействующие галактики        |
| 248 | Arp 248            | Триплет взаимодействующих галактик |
| 249 | UGC 12891          | Взаимодействующие галактики        |
| 250 | Arp 250            |                                    |
| 251 | Arp 251            | Триплет взаимодействующих галактик |
| 252 | Arp 252            | Взаимодействующие галактики        |
| 253 | UGCA 173, UGCA 174 | Взаимодействующие галактики        |
| 254 | NGC 5917           | Спиральная галактика               |
| 255 | UGC 5304           | Взаимодействующие галактики        |
| 256 | Arp 256            | Взаимодействующие галактики        |

#### Галактики с неправильными группами

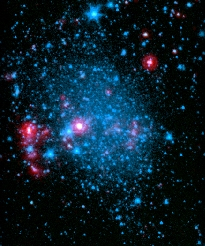
Holmberg II/UGC 4305, карликовая галактика (Arp 268).

Данные объекты представляют собой серию неправильных групп с бессвязной структурой. Большинство из них принадлежит к соседним карликовым галактикам. Некоторые — взаимодействующие галактики, в то время как другие — небольшие группы галактик. В обоих случаях составные части этих систем являются неправильными галактиками. Скопление двух или более неправильных галактик выглядит как одна большая неправильная галактика, вот почему в Атласе пекулярных галактик эти пары и группы рассматриваются как отдельные объекты.
| Arp | Название    | Примечания                  |
| --- | ----------- | --------------------------- |
| 257 | UGC 4836    | Взаимодействующие галактики |
| 258 | UGC 2140    | Галактический кластер       |
| 259 | NGC 1741    | Галактический кластер       |
| 260 | UGC 7230    | Взаимодействующие галактики |
| 261 | Arp 261     | Галактический кластер       |
| 262 | Arp 262     | Взаимодействующие галактики |
| 263 | NGC 3239    | Карликовая галактика        |
| 264 | NGC 3104    | Карликовая галактика        |
| 265 | IC 3862     | Взаимодействующие галактики |
| 266 | NGC 4861    | Карликовая галактика        |
| 267 | UGC 5746    | Карликовая галактика        |
| 268 | Holmberg II | Карликовая галактика        |

### Двойные и кратные галактики
Сам Хэлтон Арп отнёс к этим галактикам только двойные, хотя многие из них на самом деле кратные. Некоторые из этих объектов состоят из взаимодействующих галактик, в то время как другие представляют собой скопления галактик. Различие в них заключается в том, что взаимодействующие галактики искривляют друг друга, а в скоплениях они, хоть и находятся на близком расстоянии, не имеют достаточной силы, чтобы произвести существенные структуральные изменения.

#### Галактики с присоединёнными рукавами

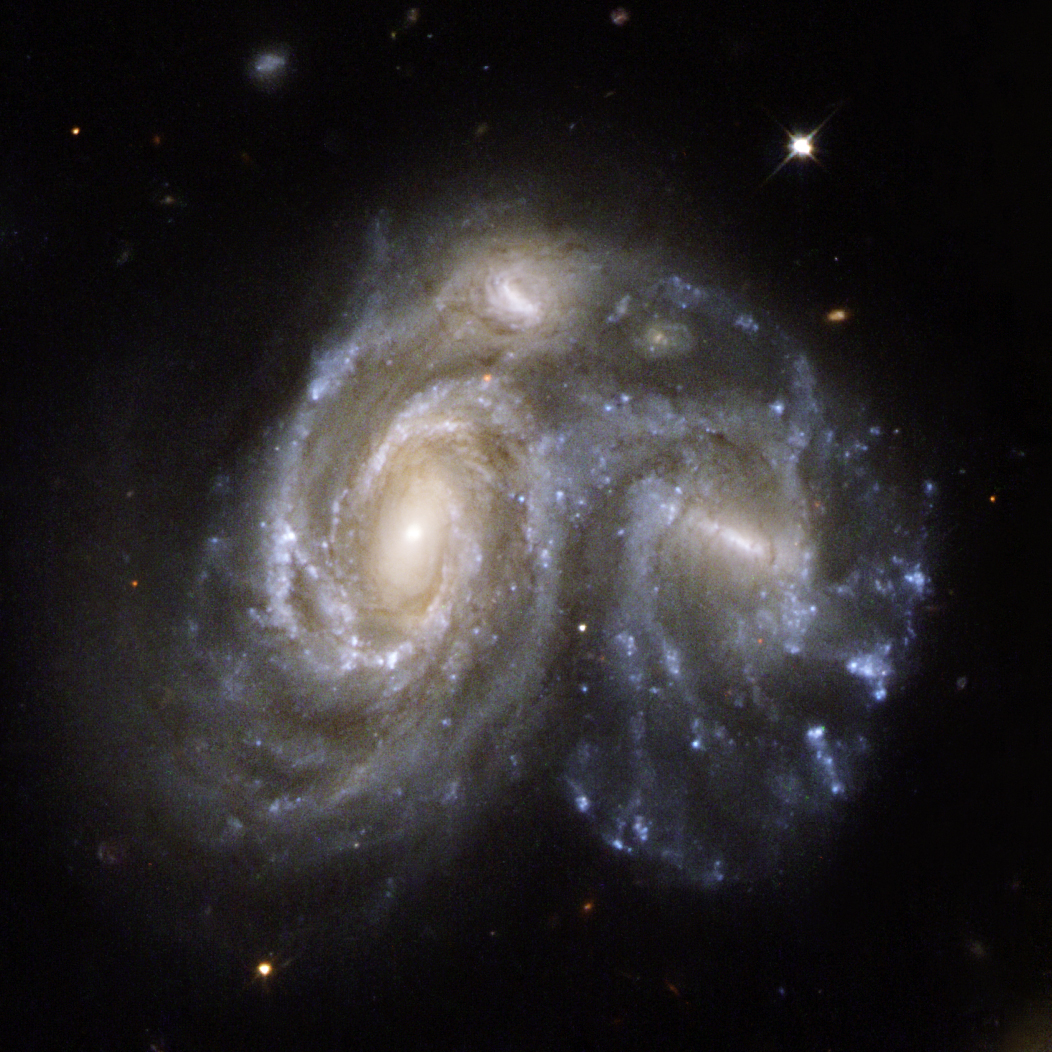
Arp 272: NGC 6050 и IC 1179, взаимодействующие спиральные галактики.

Все эти галактики относятся к взаимодействующим парам, исключая лишь NGC 5679 (Arp 274), которая является взаимодействующим триплетом.
«Присоединённые рукава» представлены здесь приливными мостами, сформированными между галактиками.
| Arp | Название             | Примечания                         |
| --- | -------------------- | ---------------------------------- |
| 269 | NGC 4485, NGC 4490   | Взаимодействующие галактики        |
| 270 | NGC 3395, NGC 3396   | Взаимодействующие галактики        |
| 271 | NGC 5426, NGC 5427   | Взаимодействующие галактики        |
| 272 | NGC 6050 and IC 1179 | Взаимодействующие галактики        |
| 273 | UGC 1810, UGC 1813   | Взаимодействующие галактики        |
| 274 | NGC 5679             | Триплет взаимодействующих галактик |

#### Взаимодействующие галактики
Как и указано выше, данные галактики являются взаимодействующими. В отличие от многих других объектов, описанных ранее как аморфные галактики, эти имеют чётко различимые границы.
| Arp | Название            | Примечания                  |
| --- | ------------------- | --------------------------- |
| 275 | NGC 2881            | Взаимодействующие галактики |
| 276 | NGC 935, IC 1801    | Взаимодействующие галактики |
| 277 | NGC 4809, NGC 4810  | Взаимодействующие галактики |
| 278 | NGC 7253            | Взаимодействующие галактики |
| 279 | NGC 1253, NGC 1253A | Взаимодействующие галактики |
| 280 | NGC 3769, NGC 3769A | Взаимодействующие галактики |

#### Примечательные галактики

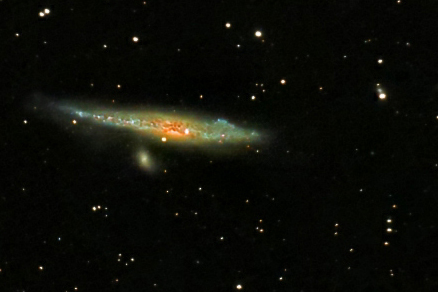
Спиральная галактика NGC 4631, видимая с ребра, и карликовая эллиптическая галактика NGC 4627 (ниже), составляющие объект Arp 281.

Данная категория содержит весьма необычные объекты. Одна пара — с окаймлёнными дисками, имеет небольшие спутники. Другая пара соединена между собой приливными мостами. Третья пара представляет собой взаимодействующие галактики, разделённые большим расстоянием.
| Arp | Название                     | Примечания                                                              |
| --- | ---------------------------- | ----------------------------------------------------------------------- |
| 281 | NGC 4627, NGC 4631           | Спиральная галактика со спутником — карликовой эллиптической галактикой |
| 282 | NGC 169, NGC 169A            | Спиральная галактика с малым компаньоном                                |
| 283 | NGC 2798, NGC 2799           | Взаимодействующие галактики                                             |
| 284 | NGC 7714, NGC 7715           | Взаимодействующие галактики                                             |
| 285 | NGC 2854, NGC 2856           | Галактическая пара                                                      |
| 286 | NGC 5560, NGC 5566, NGC 5569 | Триплет взаимодействующих галактик                                      |

#### Галактики с ветровым эффектом
Несмотря на то что эти галактики включены в категорию двойных галактик, некоторые из них являются одиночными объектами. «Ветровые эффекты» — феномены, не имеющие отношение к газу с большой собственной скоростью (как, например, обнаруженному в M82). В некоторых случаях возникновение данного эффекта обусловлено галактическим взаимодействием. В других случаях, таких, как, в частности, в NGC 3981 (Arp 289), слабо видимые выбросы межзвёздного вещества можно отнести к внутренним процессам, не зависящим от межгалактического гравитационного взаимодействия.
| Arp | Название            | Примечания                  |
| --- | ------------------- | --------------------------- |
| 287 | NGC 2735, NGC 2735A | Галактическая пара          |
| 288 | NGC 5221, NGC 5222  | Галактический триплет       |
| 289 | NGC 3981            | Спиральная галактика        |
| 290 | IC 195, IC 196      | Взаимодействующие галактики |
| 291 | UGC 5832            | Неправильная галактика      |
| 292 | IC 575              | Спиральная галактика        |
| 293 | NGC 6285, NGC 6286  | Взаимодействующие галактики |

#### Двойные либо кратные галактики с длинными нитями

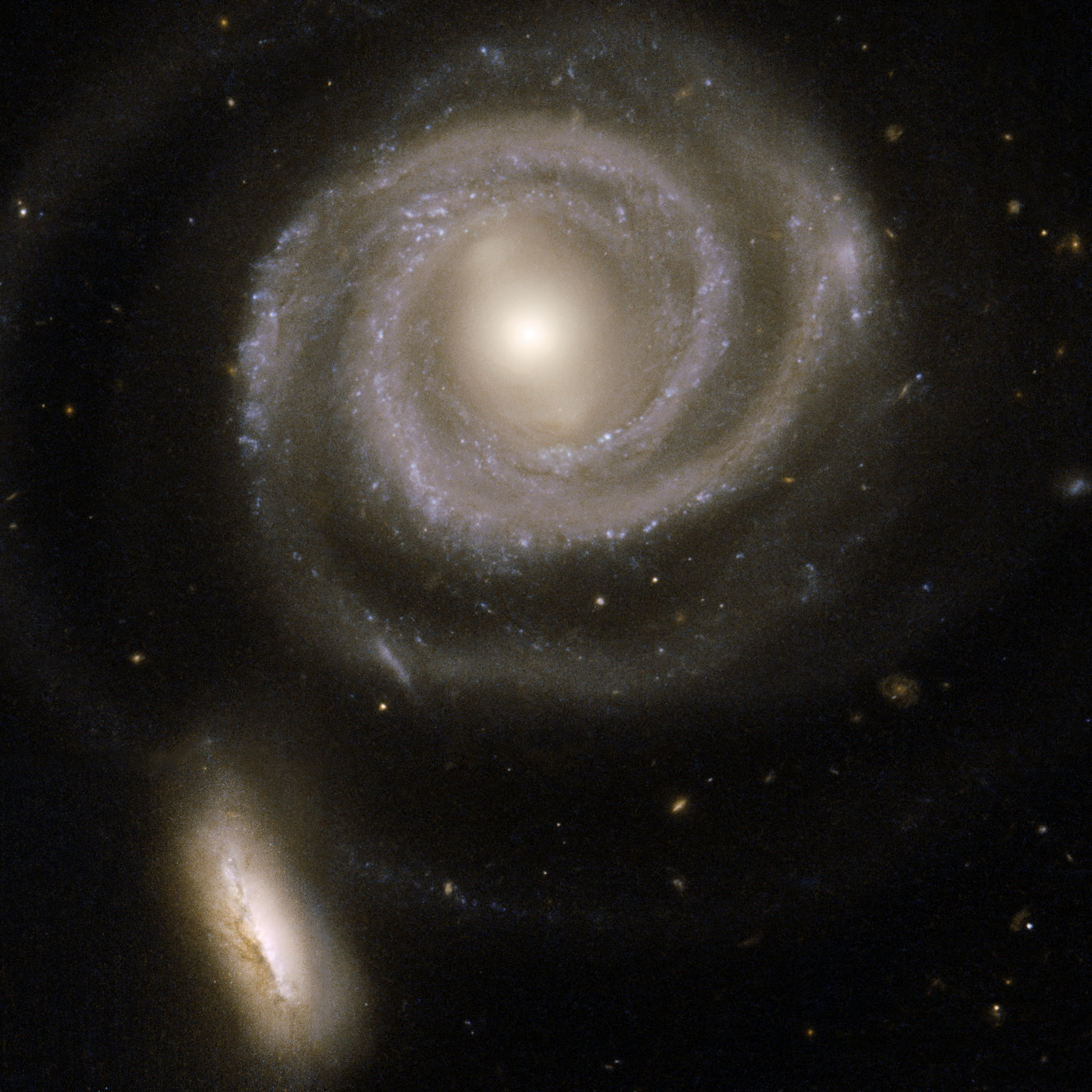
Arp 297: спиральная галактика (NGC 5754) и неправильная галактика (NGC 5752)

Длинные нити в этих системах, возможно, образовались в результате межгалактического гравитационного взаимодействия и на самом деле являются приливными хвостами либо мостами.
| Arp | Название           | Примечания                                           |
| --- | ------------------ | ---------------------------------------------------- |
| 294 | NGC 3786, NGC 3788 | Взаимодействующие галактики                          |
| 295 | Arp 295            | Взаимодействующие галактики                          |
| 296 | Arp 296            |                                                      |
| 297 | Arp 297            | Взаимодействующие галактики в галактическом кластере |

#### Объекты, не включённые в классификацию

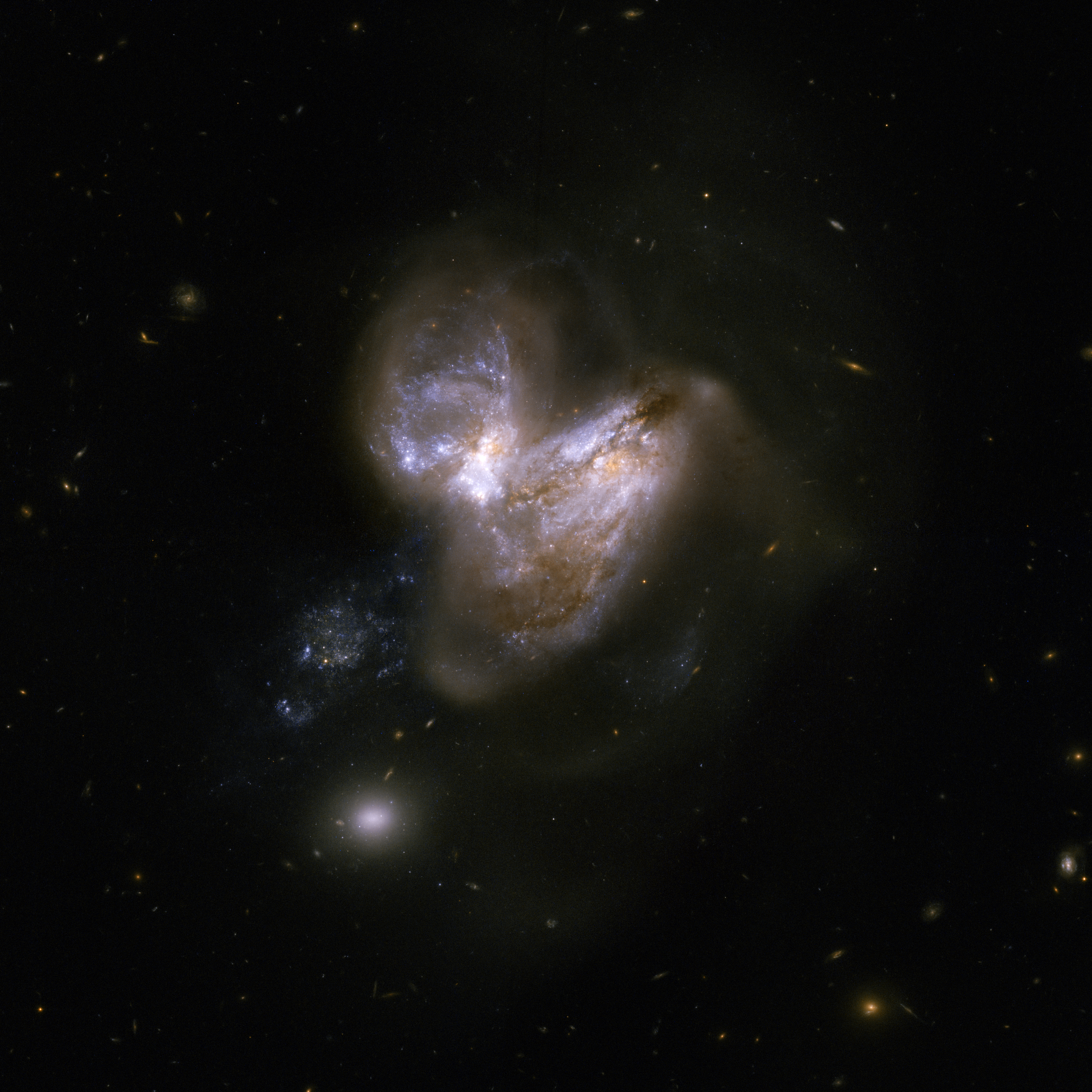
IC 694 и NGC 3690 (Arp 299), взаимодействующие галактики.

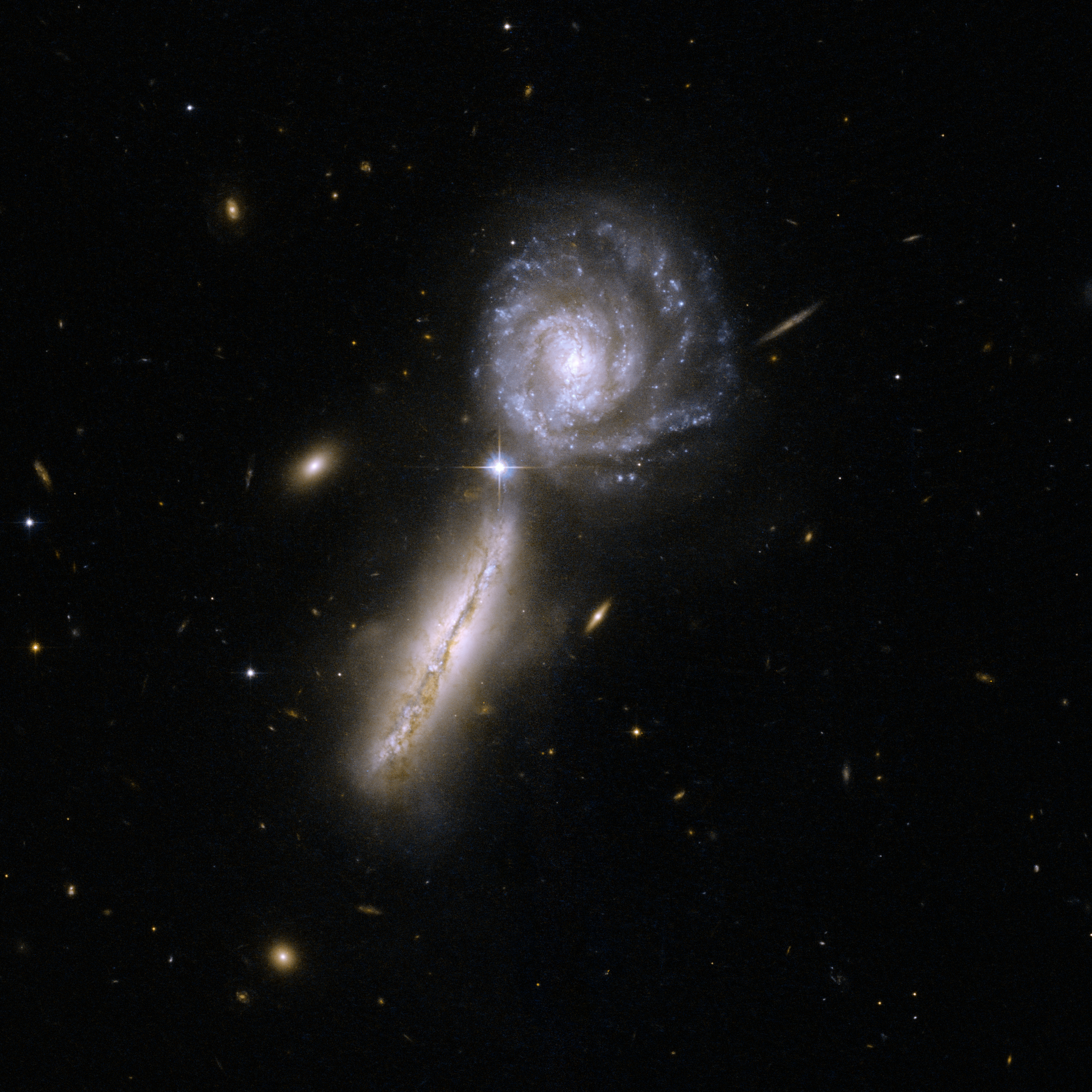
UGC 9618 (Arp 302), две галактики, расположенные перпендикулярно друг другу.

Хэлтон Арп не включил данные объекты в отдельную подкатегорию 298—310 в своём атласе. В большинстве случаев они представляют собой взаимодействующие пары галактик.
| Arp | Название           | Примечания                                |
| --- | ------------------ | ----------------------------------------- |
| 298 | NGC 7469, IC 5283  | Галактическая пара                        |
| 299 | Arp 299            | Галактический триплет                     |
| 300 | Arp 300            | Галактический кластер                     |
| 301 | UGC 6204, UGC 6207 | Галактическая пара                        |
| 302 | UGC 9618           | Галактическая пара                        |
| 303 | IC 563, IC 564     | Галактическая пара                        |
| 304 | NGC 1241, NGC 1242 | Галактическая пара                        |
| 305 | NGC 4016, NGC 4017 | Галактическая пара                        |
| 306 | Arp 306            | Галактический кластер из четырёх галактик |
| 307 | NGC 2872, NGC 2874 | Галактическая пара                        |
| 308 | NGC 545, NGC 547   | Галактическая пара                        |
| 309 | NGC 942, NGC 943   | Галактическая пара                        |
| 310 | IC 1259            | Галактическая пара                        |

## Самые яркие пекулярные галактики для астрономов-любителей
Астроном-любитель Мэйнард Питтендрей составил список самых ярких пекулярных галактик, которые можно наблюдать в небольшие любительские телескопы. Ниже приводится этот список:
| - Arp 26, также известна как M 101 - Arp 37, также известна как M 77 - Arp 76, также известна как M 90 - Arp 77 - Arp 85, также известна как M 51 | - Arp 116, также известна как M 60 - Arp 120 - Arp 152, также известна как M 87 - Arp 153 - Arp 168, также известна как M 32 | - Arp 244 - Arp 269 - Arp 270 - Arp 271 - Arp 281 | - Arp 286 - Arp 317, также известна как M 65 - Arp 313 - Arp 337, также известна как M 82 |